# Audierne
Pour les articles homonymes, voir Audierne (homonymie).
Audierne [odjɛʁn] (en breton : Gwaien) est une commune française située dans le département du Finistère, en région Bretagne.
Avec le statut administratif de commune nouvelle, elle est née le 1er janvier 2016 de la fusion des deux communes : l'ancienne commune Audierne et Esquibien.

## Géographie

### Localisation
Audierne est situé dans le cap Sizun. La ville se trouve à vol d'oiseau à 33 km à l'ouest de Quimper, à 213 km à l'ouest de Rennes et à 517 km à l'ouest de Paris.

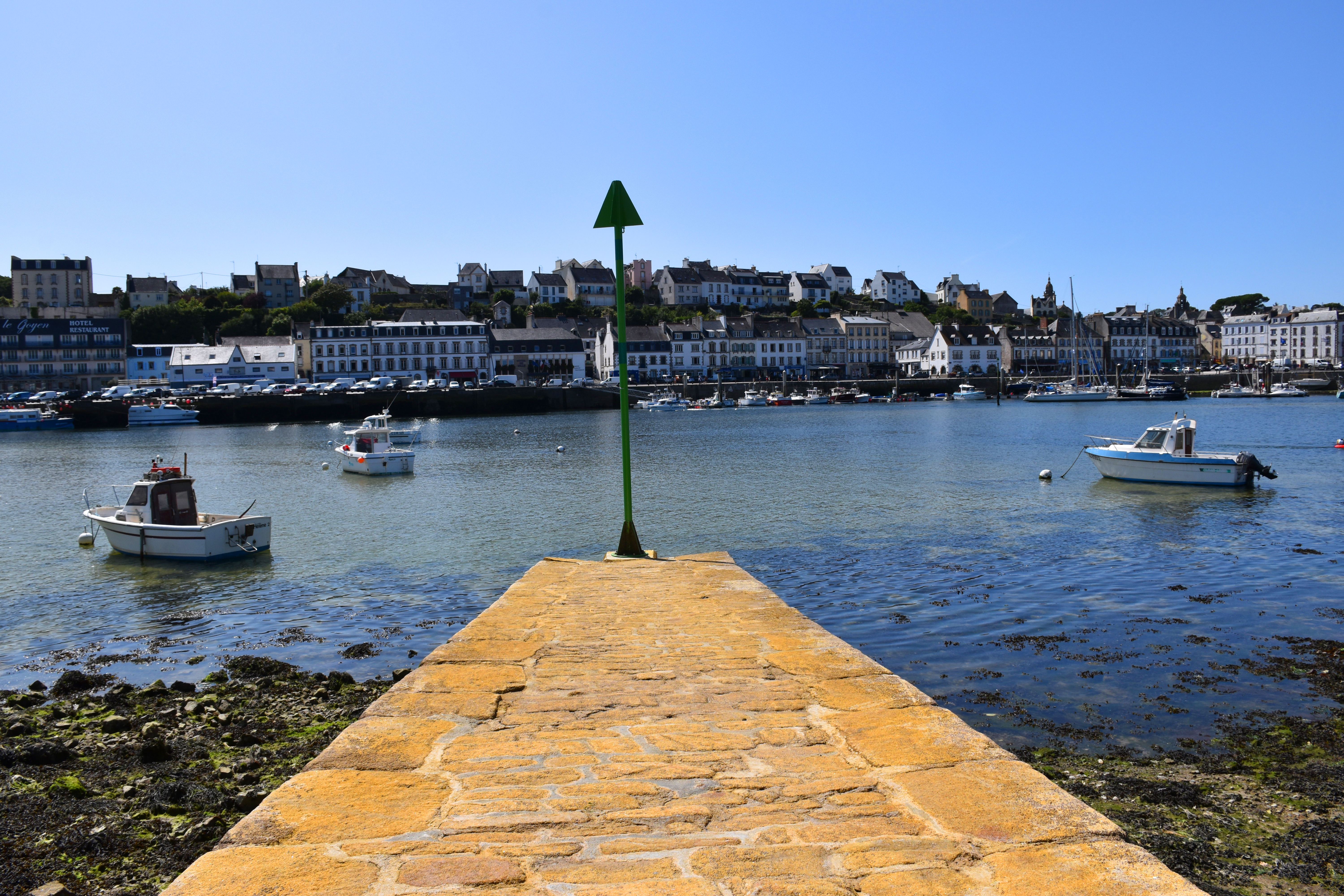
Audierne - Le port.

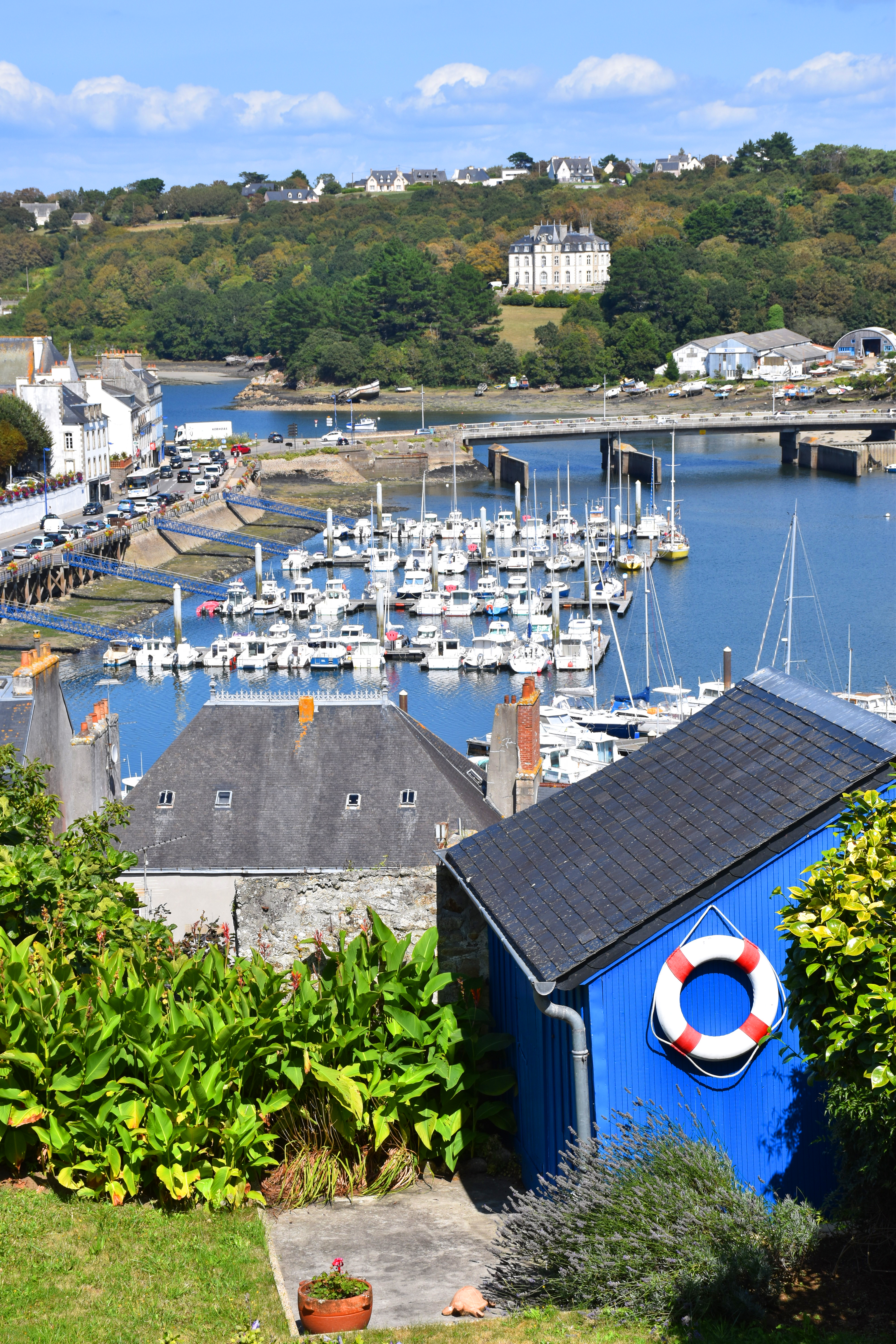
Audierne - Le port vu d'en haut de la ville.

| Goulien          |                  | Beuzec-Cap-Sizun     |
| Primelin         | Audierne         | Pont-Croix Plouhinec |
| Océan Atlantique | Océan Atlantique | Océan Atlantique     |

### Relief
| - Carte topographique de la commune d'Audierne. |

### Audierne avant la fusion avec Esquibien
La commune d'Audierne avant la fusion avec Esquibien était de petite superficie (295 hectares) : riveraine au sud de l'océan Atlantique (baie d'Audierne) et à l'est de la ria du Goyen, la commune était limitée au nord et à l'ouest par la seule commune d'Esquibien. Son finage était en pente forte, s'élevant jusqu'à 67 mètres d'altitude dans sa partie nord-est, dans le quartier de Kerivoas, et déjà à une trentaine de mètres à faible distance de la mer et du Goyen, bordés par des falaises pentues assez élevées.
Le port d'Audierne s'est développé initialement dans une anse de la rive droite de l'estuaire du Goyen faisant face à l'est, donc en situation d'abri par rapport aux vents dominants ; mais le port, en raison de l'exiguïté du site, a dû s'étendre progressivement vers l'aval le long de la rive droite en des endroits moins protégés (le port se livre surtout à la pêche de la langouste, du homard et de l'araignée de mer, espèces se développant dans les fonds côtiers de la baie d'Audierne). La ville elle-même s'étend de manière linéaire le long de cette même rive droite et plus difficilement, en raison des pentes et des altitudes, vers l'intérieur le long de petits vallons, principalement le long de l'actuelle D 784.
La partie nord de la commune est restée boisée (bois de Suguensou) ; au sud, la grande plage de sable, qui s'étend à 1 500 mètres de la localité, en contrebas de Sainte-Evette, appartenait en bonne partie à la commune d'Esquibien.

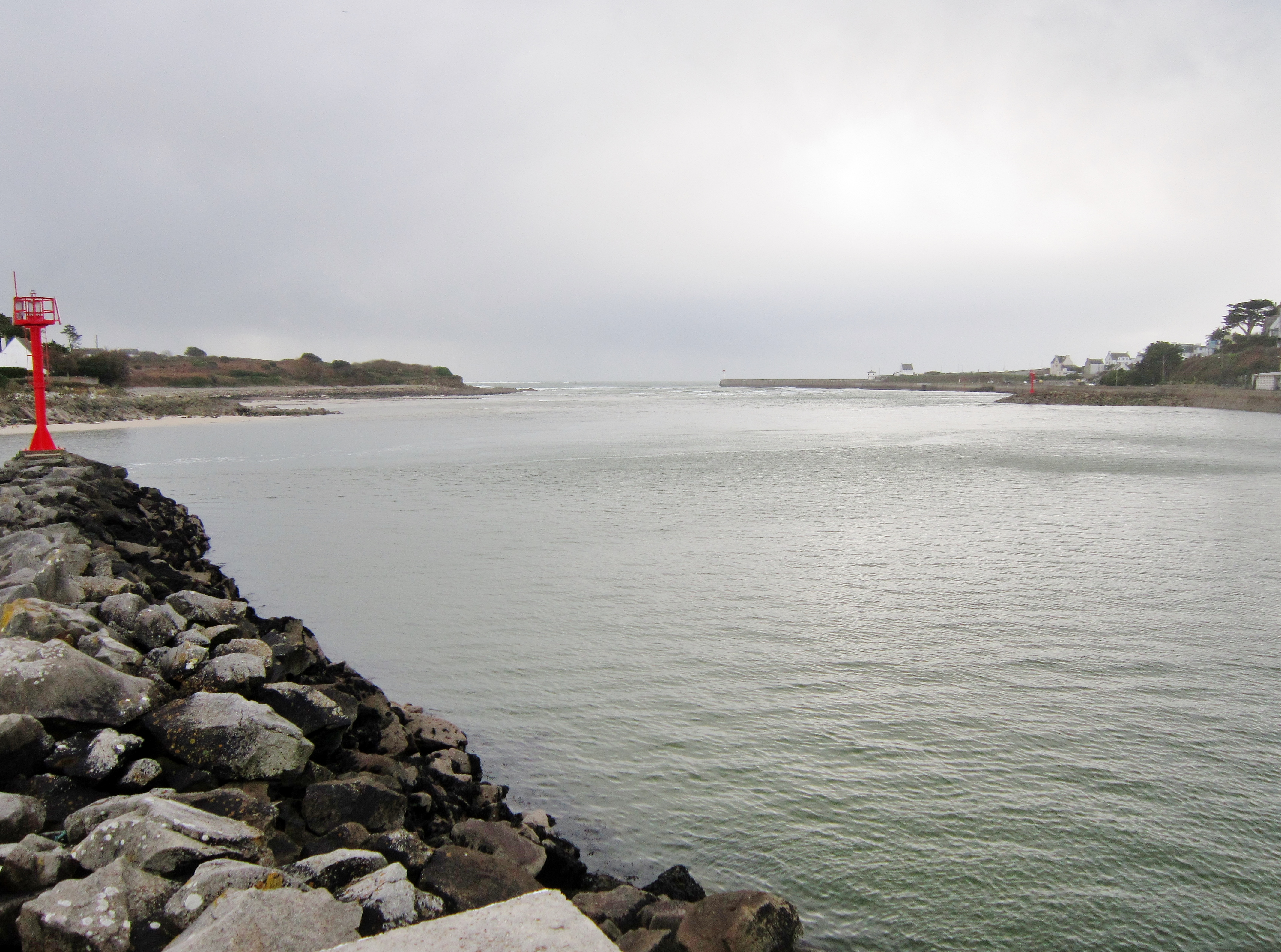
L'entrée (ou la sortie) du port d'Audierne (estuaire du Goyen) ; à l'arrière-plan à droite la jetée du Raoulic.

### Audierne depuis la fusion avec Esquibien
La commune nouvelle d'Audierne, depuis la fusion avec Esquibien, est beaucoup plus vaste, s'étendant sur 18,37 km2.
Certains quartiers du centre-ville sont exposés au risque de submersion marine : par exemple la tempête "Aurore" du 20 octobre 2021 a provoqué lors de la marée haute une inondation de la rue Amiral-Guépratte, la rue Manu-Brusq, la rue Lesné, le quai Jean-Jaurès, la place de la Liberté.
La plage de Trescadec-Le Pouldu, à cheval sur les anciennes communes d'Esquibien et Audierne, est victime du recul de son trait de côte, surtout dans les parties formées de dunes basses, l'érosion menaçant certaines maisons riveraines.

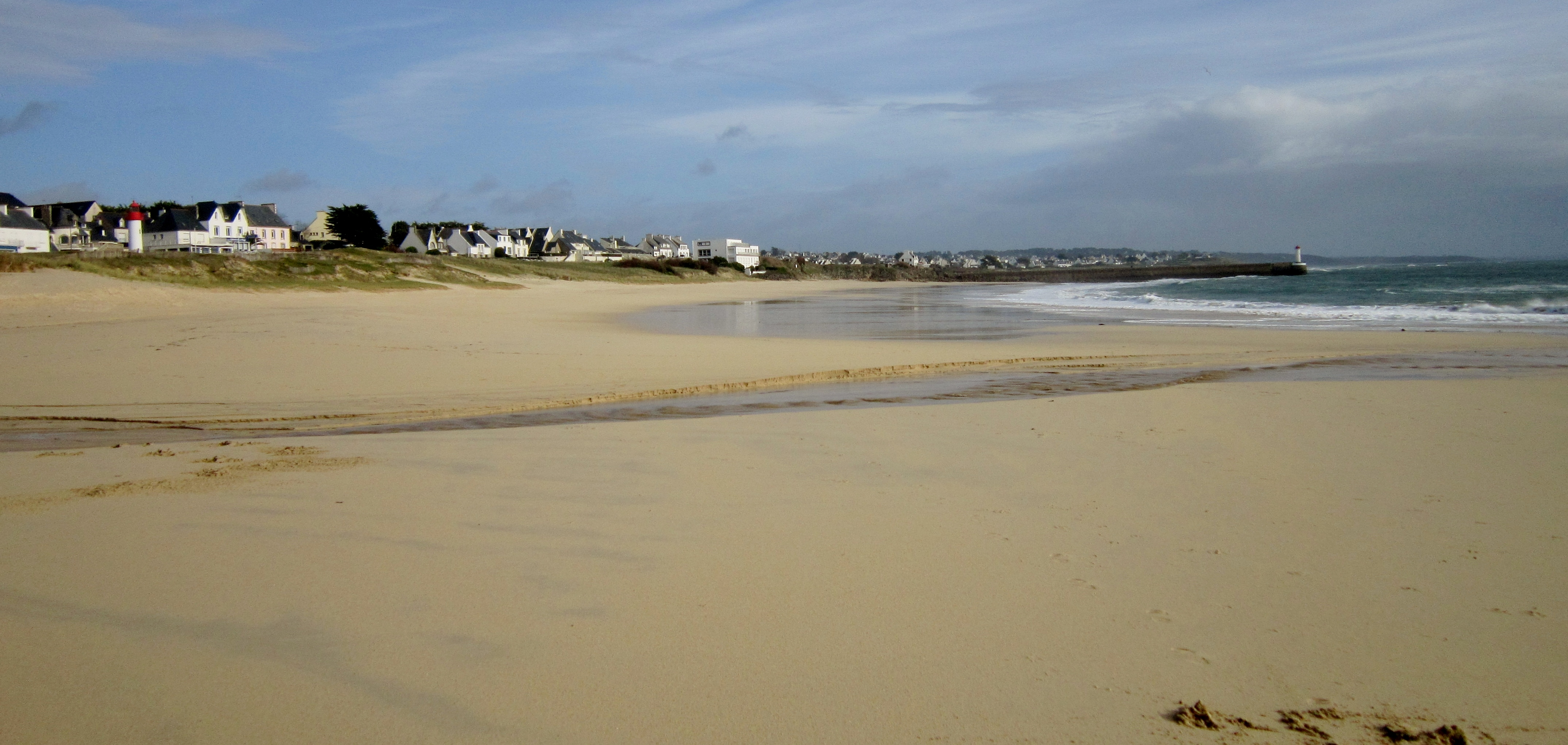
La plage de Trescadec-Le Pouldu, à cheval sur les anciennes communes d'Esquibien et d'Audierne.
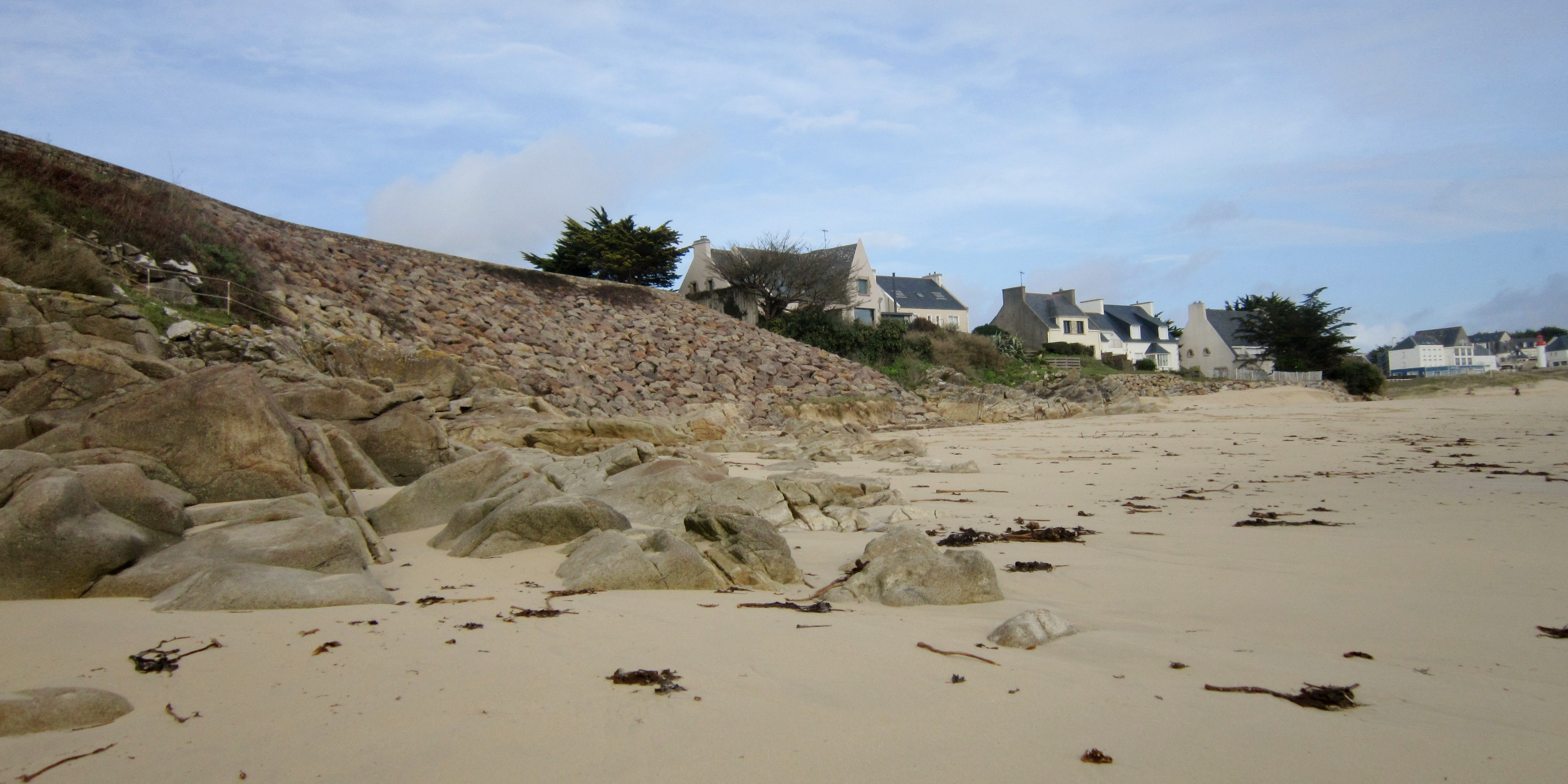
Mur de protection contre l'érosion littorale le long de la plage de Trescadec-Le Pouldu.
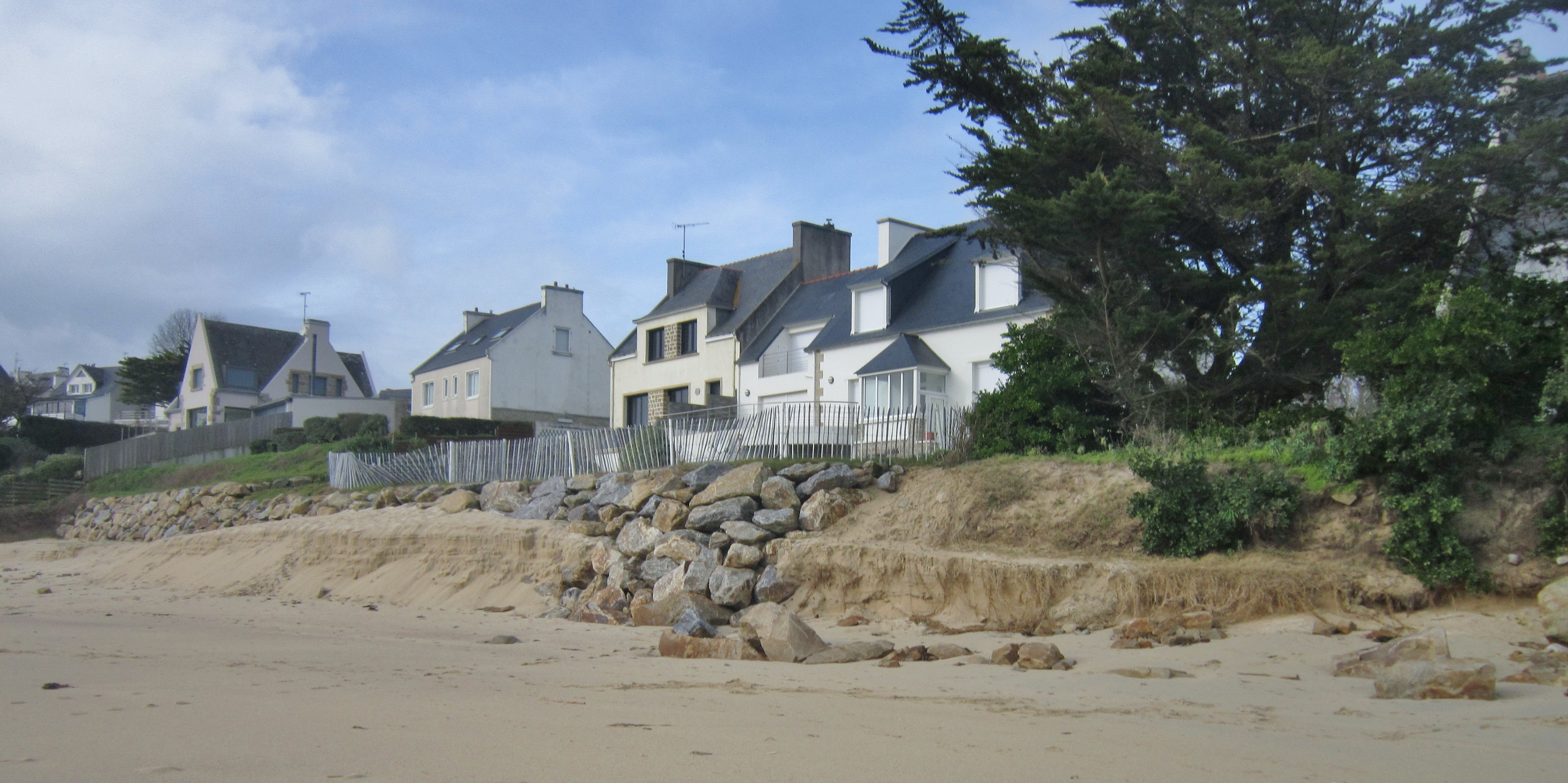
Ouvrages précaires de protection du littoral le long de la plage de Trescadec-Le Pouldu.
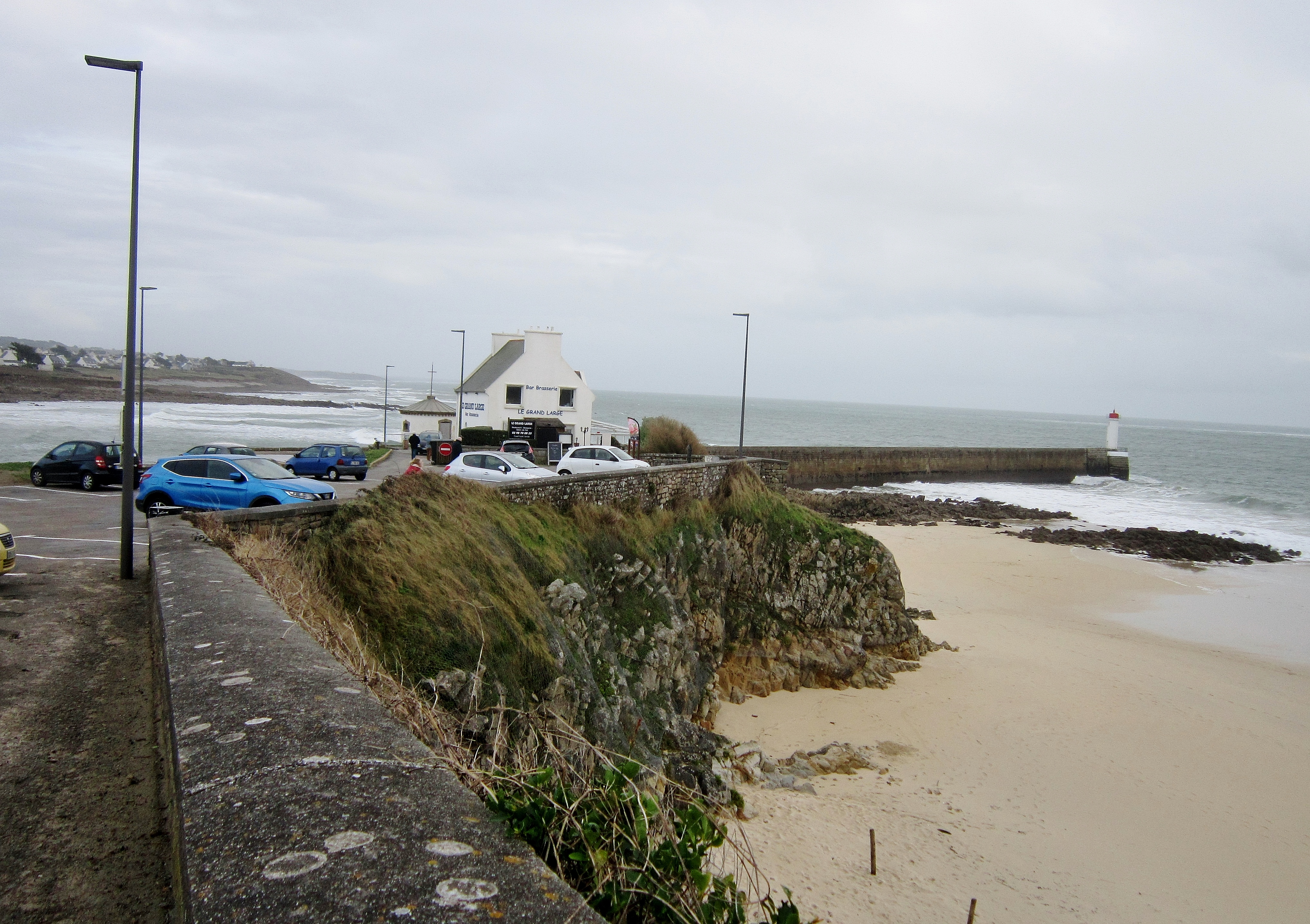
La pointe du Grand Large et, juste derrière elle et en partie masquée, la jetée du Raoulic.

### Hydrographie
La commune est située dans le bassin Loire-Bretagne. Elle est drainée par le Goyen et divers autres petits cours d'eau,.
Le Goyen, d'une longueur de 32 km, prend sa source dans la commune de Plonéis et se jette  dans l'Océan Atlantique en limite de Plouhinec et d'Audierne, après avoir traversé onze communes. 

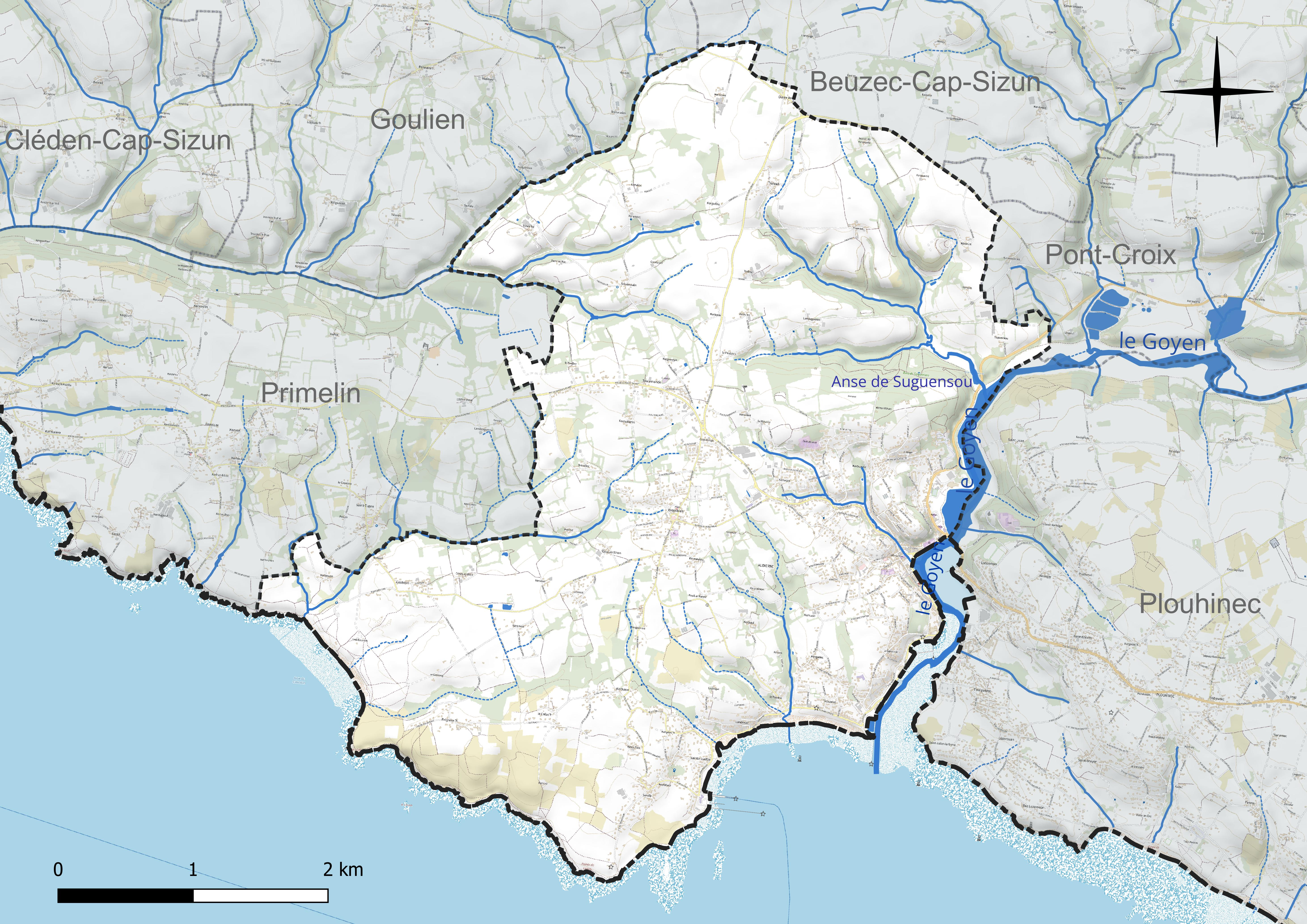
Réseau hydrographique d'Audierne.

Un plan d'eau complète le réseau hydrographique : l'anse de Suguensou (1 ha),.

### Climat
Pour des articles plus généraux, voir Climat de la Bretagne et Climat du Finistère.
En 2010, le climat de la commune est de type climat océanique franc, selon une étude du CNRS s'appuyant sur une série de données couvrant la période 1971-2000. En 2020, Météo-France publie une typologie des climats de la France métropolitaine dans laquelle la commune est exposée à un climat océanique et est dans la région climatique Bretagne orientale et méridionale, Pays nantais, Vendée, caractérisée par une faible pluviométrie en été et une bonne insolation. Parallèlement l'observatoire de l'environnement en Bretagne publie en 2020 un zonage climatique de la région Bretagne, s'appuyant sur des données de Météo-France de 2009. La commune est, selon ce zonage, dans la zone « Littoral », exposée à un climat venté, avec des étés frais mais doux en hiver et des pluies moyennes.
Pour la période 1971-2000, la température annuelle moyenne est de 11,8 °C, avec  une amplitude thermique annuelle de 9,8 °C. Le cumul annuel moyen de précipitations est de 858 mm, avec 14,7 jours de précipitations en janvier et 6,8 jours en juillet. Pour la période 1991-2020, la température moyenne annuelle observée sur la station météorologique la plus proche, située sur la commune de Pluguffan à 27 km à vol d'oiseau, est de 12,1 °C et le cumul annuel moyen de précipitations est de 1 214,4 mm,. Pour l'avenir, les paramètres climatiques de la commune estimés pour 2050 selon différents scénarios d'émission de gaz à effet de serre sont consultables sur un site dédié publié par Météo-France en novembre 2022.

## Urbanisme

### Typologie
Au 1er janvier 2024, Audierne est catégorisée bourg rural, selon la nouvelle grille communale de densité à 7 niveaux définie par l'Insee en 2022.
Elle appartient à l'unité urbaine de Plouhinec-Audierne, une agglomération intra-départementale dont elle est une commune de la banlieue,. La commune est en outre hors attraction des villes,.
La commune, bordée par l'océan Atlantique, est également une commune littorale au sens de la loi du 3 janvier 1986, dite loi littoral. Des dispositions spécifiques d'urbanisme s'y appliquent dès lors afin de préserver les espaces naturels, les sites, les paysages et l'équilibre écologique du littoral, tel le principe d'inconstructibilité, en dehors des espaces urbanisés, sur la bande littorale des 100 mètres, ou plus si le plan local d'urbanisme le prévoit.

## Toponymie
Déjà connue sous le nom de Trève du Goyen (Trefgoazien, terme utilisé jusqu'au début du XVIe siècle), Audierne est présente dans les annales maritimes bordelaises dès le XIVe siècle, dans l'atlas du Vénitien Pétrus Vesconte sous le nom d'Odierna en 1321 (nom féminin d'origine germanique) repris plus tard comme second appellatif de Tregoazien (littéralement « village de Goazien »). Sur une carte hollandaise de 1580, on trouve l'appellatif Odjern. Le toponyme Audierne vient de cette notation Odierna, nom personnel féminin d'origine germanique.
Le nom breton actuel de la commune est complètement différent de celui utilisé en français puisqu'il s'agit de « Gwaien » et est le même que celui de la rivière, le « Goyen ». Il s'agit d'un hagiotoponyme issu du nom du saint breton Gwaien, contraction de Goazien.
Le 4 juillet 2023 le conseil municipal de la commune nouvelle d'Audierne demande officiellement que la commune prenne le nom « Audierne-Esquibien ».

## Histoire
L'histoire de cette nouvelle commune est celle des deux communes le 1er janvier 2016 : l'ancienne commune Audierne et Esquibien.

### Préhistoire
Un imposant tumulus d'environ vingt mètres de diamètre se trouvait à Roz Kriben (dénommé aussi « Toul-Korriqued », « le trou des Korrigans »), une colline surplombant le port ; il est exploré en 1882 par Paul du Châtellier ; arasé depuis, il en subsiste une allée couverte composée de quatre grands dolmens et des traces diverses de maçonnerie qui se terminent par un tertre où subsiste un menhir qui gît à terre. Ce lieu est une ancienne nécropole antique, ce qui a été prouvé par la découverte, à 100 mètres au sud-est, de cercueils de pierre avec ornements et poteries.

### Antiquité
Une stèle gauloise, datant probablement du Ve siècle ou du IVe siècle av. J.-C., décrite en 1883 par Hyacinthe Le Carguet, et se trouvant dans le quartier de Kermabon (Mabon est le nom d'une ancienne divinité galloise), dont la trace avait été perdue, a été retrouvée en 2017 dans un talus.

### Moyen Âge
Audierne, qui était sous l'Ancien Régime une simple trève d'Esquibien, est issue du démembrement de la paroisse de Plogoff. Le bourg d'Audierne était appelé « Trefgoazien » (la trève de Goazien, un saint breton qui est aussi à l'origine du nom « Goyen ») jusqu'au début du XVIe siècle, même si le port était connu sous le nom d'Audierne dès le début du XIVe siècle.
Pietro Vesconte, cartographe génois, mentionne dans son « Atlas » publié en 1313 le nom d'« Odierna ».
En 1482-1483, le registre de la « comptablie », qui perçoit les taxes à l'entrée du port de Bordeaux enregistre 10 navires venant d'Audierne.

#### Le naufrage d'un bateau d'Audierne
Une gwerz rappelle le tragique naufrage d'un bateau d'Audierne, de retour de Bordeaux, devant les Étocs, peut-être au XVIIe siècle ; en voici un extrait traduit du breton :
 Qu'arrive-t-il aux gens de Penmarc'h

 Qu'ils maintiennent des feux dans leur église ?

 Chrétien de cœur, qui n'eut pleuré

 Et eut été près de Penmarc'h

 En voyant la mer bouillonner

 À cause des matelots qui se noyaient

 En voyant la mer devenir toute rouge

 Du sang des chrétiens qui s'y trouvaient.
Michel Le Nobletz aurait fait la prédiction de ce naufrage en 1617 pour punir les marchands d'Audierne qui seraient sortis de l'église alors qu'il s'apprêtait à prêcher.
Parmi les autres naufrages et accidents de mer survenus à Audierne, l'histoire a par exemple gardé le souvenir du Marie, de Saint-Savinien, échoué à Audierne le 17 novembre 1743.

### Époque moderne

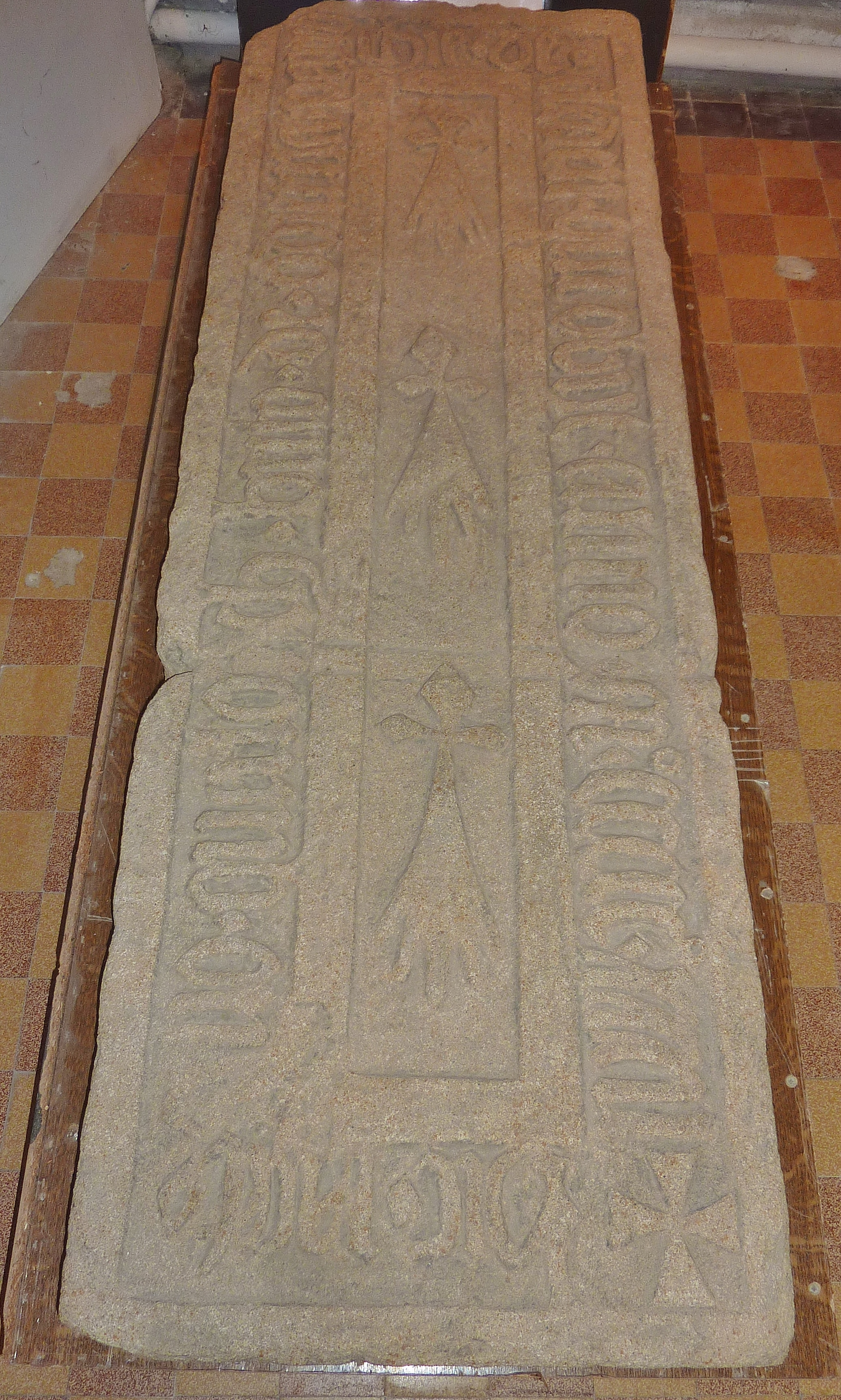
Copie de la dalle funéraire d'Yves Kerloc'h, un marin breton d'Audierne, décédé en 1532 à Sluis (Zélande, Pays-Bas)[Musée d'Audierne].

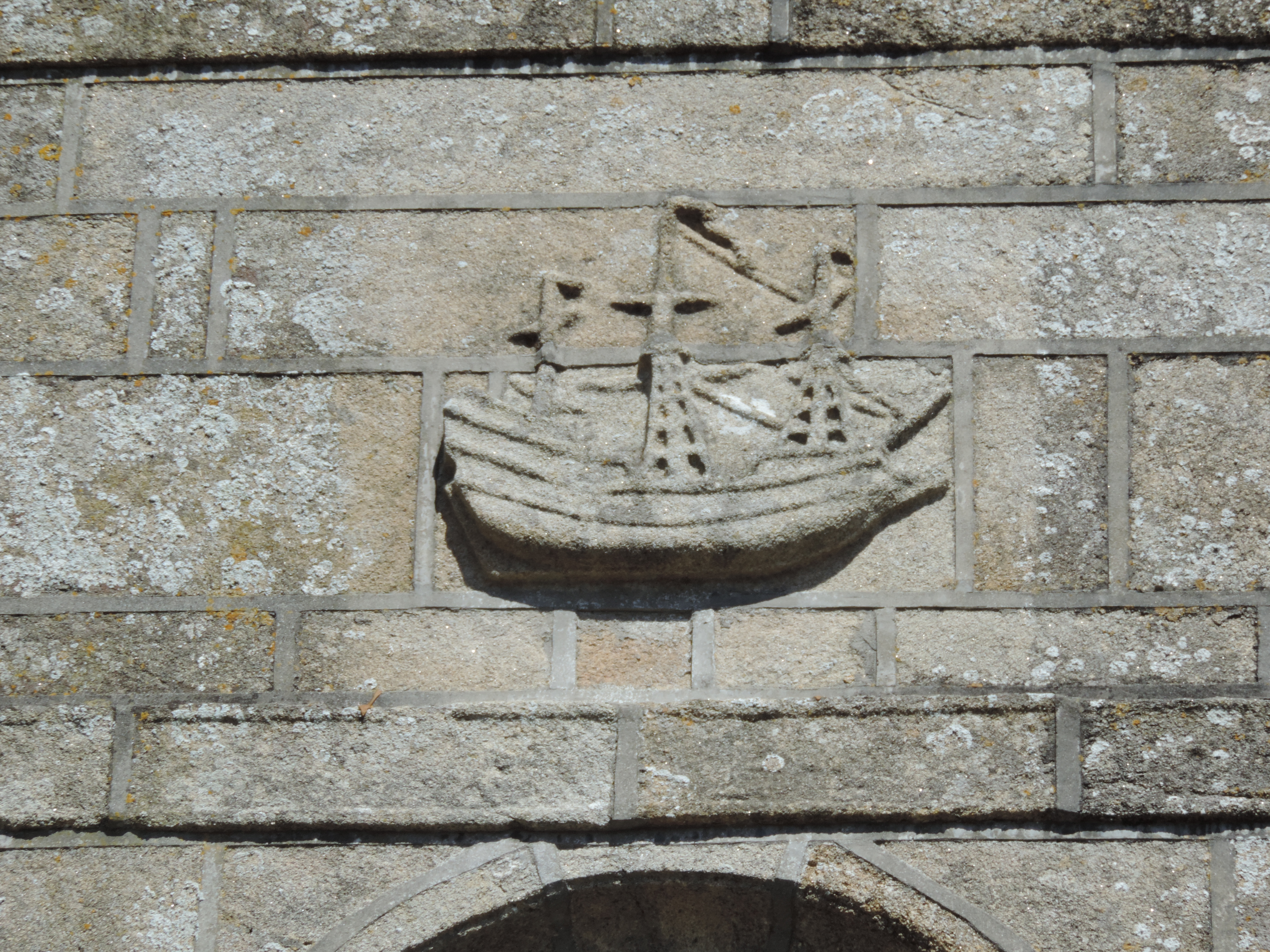
Église Saint-Raymond : caravelle sculptée au-dessus de l'entrée.

En 1533, 835 bateaux, dont de nombreux audiernais, fréquentaient le port de Sluis en Zélande. En 1536, on note 90 bateaux à Audierne et 1 400 marins dans le Cap-Sizun et au XVIe siècle des bateaux d'Audierne et des autres ports du Cap-Sizun fréquentent déjà les abords de Terre-Neuve si l'on en croit la toponymie locale (des lieux-dits y sont dénommés "Île d'Audierne", "baie des Trépassés" et "Pointe du Raz").
En 1596, pendant les troubles de la guerre de la Ligue, Christophe d'Arradon, surnommé le baron de Camors, à la fois ligueur (il avait par exemple participé à la reprise de Blavet, alors tenue par les huguenots, le 11 juin 1590) et brigand, dévaste les ports d'Audierne et de Pont-Croix, puis s'installe au château du Cosquer en Combrit et, de là, opère des raids dans la région de l'embouchure de l'Odet, rançonnant les marchands de Pont-l'Abbé et l'Île-Tudy.
En 1590, en pleine période des guerres de religion, sur 849 navires ayant fréquenté le port de Bordeaux, 80 venaient du Cap Sizun et 55 de Penmarc'h. Deuxième port de roulage de Cornouaille derrière Penmarc'h au XVIe siècle, Audierne devient le premier au XVIIe siècle. Plusieurs églises de la région, dont l'église Saint-Rumon d'Audierne, sont ornées de carvelles. Vers la fin du XVIe siècle et au début du XVIIe siècle, des bateaux d'Audierne s'aventurent jusqu'aux Canaries ainsi qu'en Méditerranée (plusieurs marins d'Audierne furent d'ailleurs victimes des Barbaresques) ou encore jusque dans le Sund. Au milieu du XVIIe siècle, Audierne possède 150 chaloupes de pêche et compte environ 2 300 habitants.
Le célèbre prédicateur Julien Maunoir prêcha deux missions à Audierne en 1643 et 1669.
La seconde moitié du XVIIe siècle et le XVIIIe siècle furent pour Audierne une période de déclin en raison des guerres quasi-permanentes avec l'Angleterre. Dumanoir, premier maire d'Audierne, écrit en 1790 : «La ville d'Audierne, autrefois florissante et opulente, par les différentes branches du commerce qu'elle embrassait, est totalement tombée en ruine et en désuétude. Presque tous les habitants sont réduits à la peine et en grande partie à la mendicité ».
Il faut attendre l'essor de la pêche à la sardine et des conserveries dans la seconde moitié du XIXe siècle pour que le port retrouve la prospérité.
En 1759, une ordonnance de Louis XV ordonne à la paroisse d'Audiern [Audierne] de fournir 6 hommes et de payer 39 livres pour « la dépense annuelle de la garde-côte de Bretagne ».
Jean-Baptiste Ogée décrit ainsi Audierne en 1778 :

« Audierne, petite ville et port de mer ; à 7 lieues de Quimper, son évêché ; à 45 lieues trois-quarts de Rennes et à 1 lieue de Pont-Croix, sa subdélégation. C'est une trève de la paroisse d'Esquibien. On y compte 1 200 communiants. Cette ville faisait autrefois, avec l'Espagne et les autres pays étrangers, un commerce de sardines et de maquereaux considérable qui, depuis quelques années, est presque tout à fait tombé. Il s'y exerce une moyenne justice, qui dépend de la maison de Souléac et ressortit au présidial de Quimper. »

### LaRévolution françaiseet lePremier Empire
La ville d'Audierne élit quatre délégués (de Lécluse-Trévoëdal, Botsey, Maubras et Kerillis), pour la représenter à l'assemblée du tiers-état de la sénéchaussée de Quimper au printemps 1789.
La loi du 12 septembre 1791 « relative à la circonscription des paroisses du district de Pont-Croix » donne à la paroisse d'Esquibien comme succursales Primelin, Audierne et l'Île-de-Sein.
L'école d'hydrographie d'Audierne fut fondée en 1791 par Armand Louis Tréhot de Clermont, fils de Louis Tréhot de Clermont, alors maire de Pont-Croix.
Un ancien notaire, Jean Lannou, en vertu de la loi du 5 nivôse an II (25 décembre 1793) qui rendait l'école primaire obligatoire et gratuite, ouvrit une école à Audierne le 1er messidor an II (19 juin 1794), mais arrêta dès le 24 nivôse an III (13 janvier 1795) « en raison du temps et de la localité » [il veut dire sans doute le local] ; Michel Kerloch, ancien écolier du collège de Quimper, le remplaça, se montrant plein de bonne volonté, quoique « le local où se tient l'école est un vrai grenier, sans fenêtres, sans tables, sans bancs, et cependant il a jusqu'à 113 élèves, qu'il est obligé de faire rester debout. De plus il n'avait pas de logement ».
Le 23 août 1794 la frégate française Volontaire et les corvettes l' Espion et l' Alerte furent attaquées par une escadre de six bateaux anglais. La Volontaire parvint à s'échouer volontairement près de la Pointe de la Torche et son épave a été retrouvée en 2020 dans la baie de Pors Carn près de Penmarc'h ; l' Alerte et l' Espion s'échouèrent sur le récif de la Gamelle au sud du port d'Audierne ; l' Espion parvint à se déséchouer ; par contre l' Alerte n'y parvint pas et son épave gît près du récif de la Gamelle.
Jacques Cambry décrit ainsi Audierne vers 1795 :

« La commune d'Audierne s'étend sur le rivage et s'élève sur une montagne assez rapide, ses quais sont en mauvais état ; on commence à les rétablir ; les rues sont dépavées, impraticables, mal dirigées. L'entrée de la ville serait infiniment plus commode (...) si l'on réparoit [réparait] le mauvais pont qu'on trouve en arrivant. (...) Tout manque ici : halles, lavoirs, hôpitaux, manufacture, abreucoirs, moulins, boucheries, bois de chauffage ; la prison ne peut contenir que trois hommes. Audierne est un séjour de misère et de privation ; il étoit [était] tout autre quand le commerce florissoit [fleurissait] ; on n'y trouve ni médecin, ni chirurgien, pas même un accoucheur. »

Déjà la municipalité écrivait le 26 septembre 1790 : « La principale rue est entièrement ruinée ; si le pavé n'est pas restauré sous peu, elle deviendra absolument impraticable et n'offrira plus par temps de pluie que le spectacle d'un affreux bourbier ».
Le 18 mars 1811, un convoi de 19 bâtiments, chargés de vivres pour la Marine, acculés par des bateaux anglais en rade de Kérity-Penmarch et en passe d'être brûlés, parvient à se réfugier à Audierne et Bénodet.

### LeXIXesiècle

#### Audierne pendant la première moitié duXIXesiècle
Le recteur d'Audierne évoque en 1814 sa ville comme « une petite Sodome qui ne peut vivre qu'au gré de ses plaisirs » ; veut-il parler de débauche en général ou plus précisément d'homosexualité, chez des marins qui passent le plus clair de leur temps entre hommes.
Jean-François Brousmiche écrit vers 1830 : « Chaque jour voit s'embellir le port d'Audierne. Les quais sont très beaux et revêtus de pierres de taille ».
A. Marteville et P. Varin, continuateurs d'Ogée, décrivent ainsi Audierne en 1843 :

« Audierne, ville et commune formée de l'ancienne trève indépendante de la paroisse d'Esquibien, aujourd'hui desservance. Bureau de poste. (...) Principaux villages : Ménez-Béan, Kerbusolic, Kerivoas, Kerhuon, Kergadec. Superficie totale 287 hectares dont (...) terres labourables 172 ha, prés et pâtures 14 ha, bois 14 ha, vergers et jardins 11 ha, landes et incultes 57 ha (...). Moulins et usines : 13 (...). Ce port, ouvert sur une baie couverte d'écueils, est fort sûr. Toute la ville ne se compose que d'une rue, qui commence à la route de Pont-Croix, et se termine à l'ancien couvent des Capucins. Les habitants se livrent presque tous à la pêche, surtout à celle du merlus, qui s'exporte jusqu'en Espagne. L'on exporte aussi dans le nord de la France des soudes de wareck fabriquées dans la commune. Si le port est vaste et large, les quais sont incommodes. Il y a une école d'hydrographie. Le pays environnant est agreste ; le terrain élevé, montueux et généralement découvert, est un peu en pente vers le sud-est. (...). La vue que l'on a des Capucins est très belle et très étendue ; on y découvre la Pointe du Raz et l'Île de Sein. (...). Généralement les habitants de la campagne ne portent de chaussures que dans les jours fériés; ils sont, excepté dans ces derniers jours, vêtus en toiles qui se fabriquent dans la commune. Il y a beaucoup de mendiants. (...). Géologie : constitution granitique. on parle le breton. »

#### Le pont sur le Goyen
Un pont métallique sur le Goyen, à péage, fut construit en 1856 sur le chemin de grande communication no 1 en amont d'Audierne ; il comprenait une arche qui pouvait se lever afin d'assurer la continuité de la navigation en direction de Pont-Croix. Ce pont fut un temps interdit à la circulation en 1880, ce qui suscita « un énorme embarras pour toutes les relations de la contrée située sur la rive gauche du Goyen, avec Audierne, Esquibien, Primelin, Plogoff et Cléden ». Le Conseil général du Finistère refusa le projet d'un pont tournant, trop onéreux, et vota en 1880 la construction d'un nouveau pont « en fer renforcé », composé de « quatre travées fixes, plus celle du milieu s'ouvrant pour le passage des navires au moyen de volées mobiles, lesquelles seules porteront un plancher en bois ; toutes les parties fixes étant formées de voussèles en briques et ciment recouvertes de béton et d'un empierrement. La chaussée du pont conservera 2 mètres de largeur, en outre de deux trottoirs de 0,536 m pour les piétons. Le service de la manœuvre du pont comportera à peine la force d'un homme grâce à un système de contre-poids équilibrant celui de la volée et à un appareil élévatoire très simple »,.

#### La dangerosité de l'accès au port et les sauvetages en mer

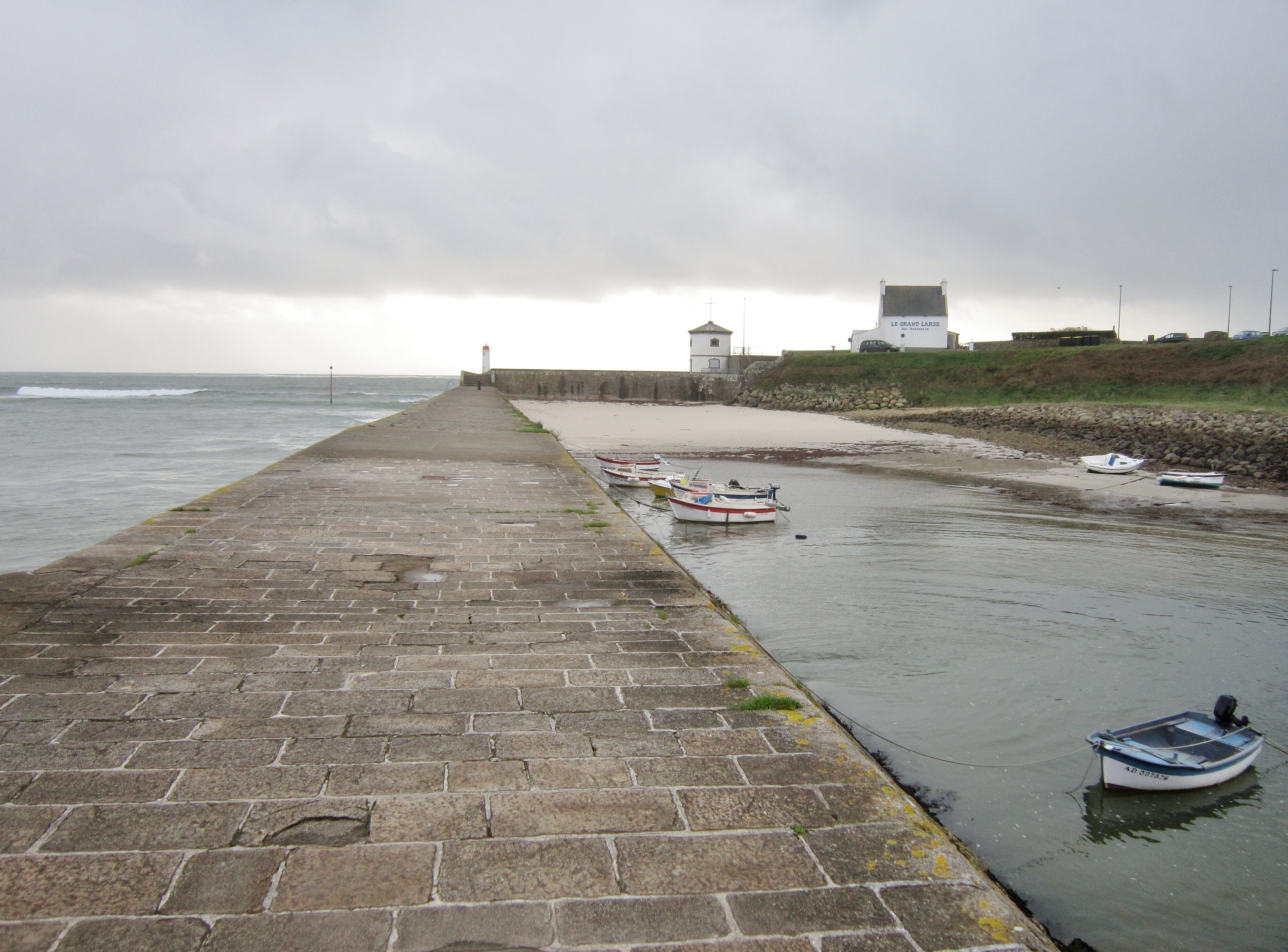
La jetée du Raoulic à l'entrée du port d'Audierne.

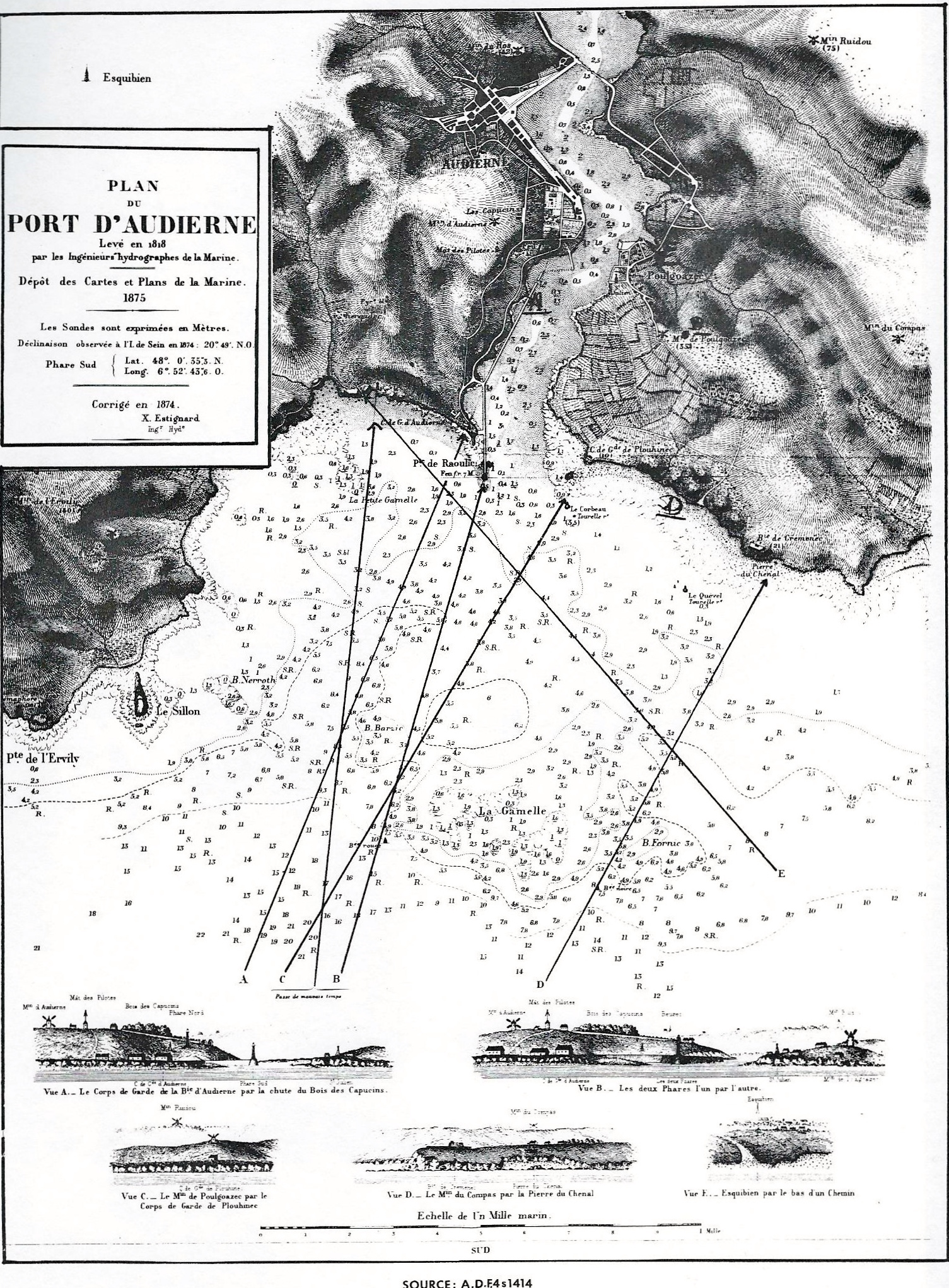
Plan d'accès au port d'Audierne dessiné en 1875.

L'accès au port d'Audierne était redoutable : outre les courants et écueils du Raz de Sein, le récif de la Gamelle et la barre à l'entrée du port, ainsi que les bancs de sable instables de l'embouchure du Goyen provoquaient de nombreux naufrages (par exemple la tempête du 4 février 1899 fit 17 victimes parmi les marins-pêcheurs d'Audierne). Néanmoins, Audierne était traditionnellement un port de refuge (car c'était le seul havre digne de ce nom entre la Pointe de la Torche et la Pointe du Raz) : vers 1840, le nombre des navires y faisant relâche était en moyenne de 200 par an ; ils n'étaient plus que 5 en 1906 en dépit de l'amélioration des conditions de navigation, car l'accroissement de la taille des navires leur interdit l'accès à Audierne.
Des travaux d'aménagement portuaire ont été progressivement réalisés : le Vieux môle, construit en 1766, est surélevé en 1830 ; le môle du Raoulic, long de 214 mètres, est construit en 1847 ; la passerelle des Capucins relie le chemin de halage, construit à partir de 1858, au Vieux môle ; le môle de Sainte-Evette, qui date de la fin du XIXe siècle, est prolongé en 1951 (l'Abri du canot de sauvetage y est placé) ; mais l'accès au port d'Audierne reste malgré cela difficile et dangereux et les problèmes d'ensablement sont chroniques, nécessitant régulièrement des travaux de dragage, les derniers entrepris ayant eu lieu en 2016.
Audierne est, avec Saint-Malo, l'un des deux premiers ports français où l'amiral Rigault de Genouilly crée, dès le 12 février 1865 la Société centrale de sauvetage des naufragés, car le port d'Audierne est alors l'un des plus dangereux du littoral français, une terrible barre se levant face à son entrée à hauteur des hauts-fonds de la Gamelle. Le premier sauvetage est effectué dès le 15 mars 1866. L'abri du canot de sauvetage se trouve à Pors Péré dans la commune d'Esquibien. Depuis 1865, plus de 1 000 sauveteurs bénévoles se sont succédé à Audierne pour secourir les marins.
Une lettre adressée le 10 décembre 1905 au Ministre des Travaux Publics par le Bureau du syndicat des marins pêcheurs d'Audierne décrit en ces termes les problèmes du port : « Situé à proximité des lieux de pêche, le port d'Audierne serait très florissant si l'entrée du port était praticable à toute heure ; mais malheureusement, de temps en temps elle ne l'est pas. La barre brise et le canot de sauvetage est obligé de se porter à la pointe du môle pour protéger l'entrée des bateaux et porter secours en cas d'accident. Souvent les bateaux sont forcés d'attendre le moment favorable pour entrer, et le produit de la pêche, la sardine surtout, s'avarie. (...). À certaines époques de l'année, lorsque la pêche à la sardine se fait dans la baie d'Audierne, il y a dans le port plus de 1 500 bateaux, en majorité de Douarnenez, Guilvinec et Concarneau ; alors des accidents sont toujours à craindre, soit à l'entrée, soit dans le port même, [à cause] du courant. D'une autre part, le curage du port s'impose : à marée basse, l'odeur de la vase est si forte qu'il faut y être habitué pour pouvoir rester sur le quai ou dans les bateaux et, par place, elle est tellement accumulée qu'on risque d'échouer à chaque instant ; il y a là encore un double intérêt [à effectuer les travaux] : santé et sécurité ».

#### Les activités goémonières
Audierne fut au XIXe siècle un centre important d'activités liées au goémon, ramassé notamment dans toute la Baie d'Audierne. En 1872, le baron Amédée De Lécluse-Trévoëdal fait construire une usine de produits chimiques fabriqués, notamment de l'iode, à partir de la soude obtenue grâce aux cendres de varech au lieu-dit Le Stum. Le brûlage du goémon engendrait une pollution importante comme en témoigne cet extrait d'une lettre de 1872 : « Dans l'état actuel, la baie d'Audierne produit chaque année trois mille tonnes de cendres de warech, ce qui correspond à la quantité énorme de quatre-vingt-dix mille tonneaux d'engrais naturels soustraits à la culture (...). Les vapeurs produites par l'incinération le long des rivages, moins dangereuses sans doute que les gaz des réactions dans les ateliers de produits chimiques, portent déjà un grand préjudice aux cultures et infectent le pays à plusieurs lieues à l'intérieur (...) »,.

#### L'essor du port de pêche et des conserveries ainsi que leurs conséquences sanitaires

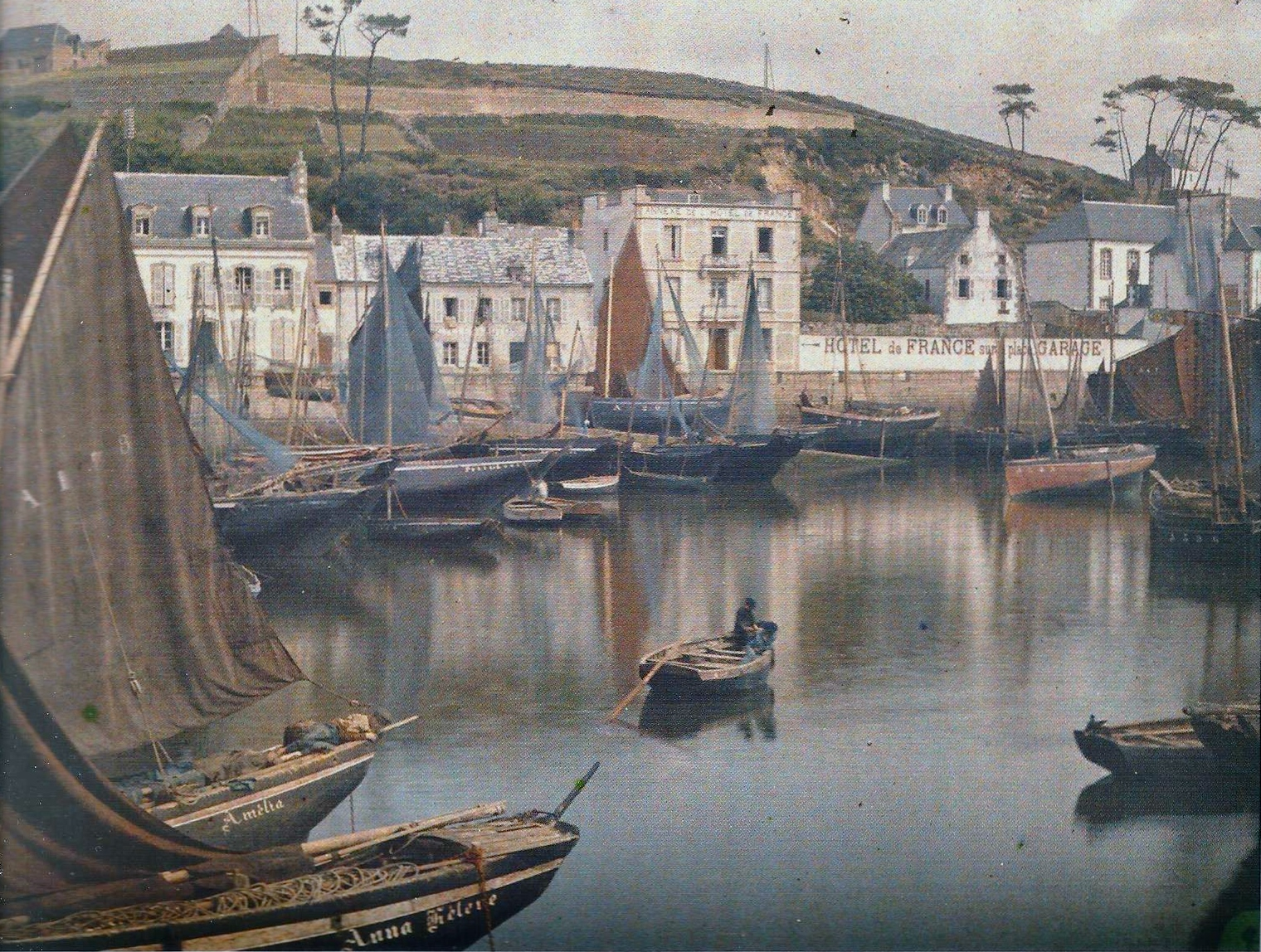
Le port d'Audierne vers 1900 (plaque autochrome de Gustave Gain, Archives départementales de la Manche).

Le port de pêche d'Audierne connaît un essor important dans la seconde moitié du XIXe siècle : « L'industrie véritablement importante à Audierne, c'est la pêche. Depuis très longtemps la pêche d'hiver et de printemps y donne d'excellents résultats et l'on y exporte en grande quantité les langoustes, homards et gros poissons tels que maquereaux, soles, turbots, etc. Le tonnage de l'exportation (…) est, d'une manière à peu près constante, (…) de 1 800 tonnes par an. Mais un fait inattendu a donné dans les dernières années un très rapide développement à la pêche d'Audierne. La sardine a cessé lentement d'abord et complètement depuis 1877 d'entrer dans la baie de Douarnenez. En 1876, la moitié de la flottille de pêche de Douarnenez (400 barques montées par 2 000 hommes d'équipage) a pêché à Audierne pendant une période de 4 mois. En 1878, sept cents barques étrangères au port ont pêché pendant la saison d'automne dans la baie d'Audierne. Cette ville se trouve donc occupée pendant la période de pêche par plus de 3 000 pêcheurs, qui viennent chaque soir mouiller à l'entrée du port et s'y approvisionner des denrées nécessaires à leur subsistance. Les usines de Douarnenez prennent leur poisson à Audierne et sont approvisionnées chaque jour par plus de 70 voitures (...) ».
À Audierne, l'essor des conserveries, appelées alors "fritures", fut tardif (plus de 20 ans après Douarnenez et Concarneau par exemple) en raison de la situation très excentrée et de l'isolement de la ville ; les deux premières conserveries sont construites en 1872, l'une par les frères Pellier, originaires du Mans, l'autre par Delecluze ; l'usine Béziers ouvre en 1877, l'usine Le Floch et Jherpe en 1879, Louarn en 1880, Auguste et Charles Chancerelle (de Douarnenez) en 1880 de même que Salaün et Bourgeois ; Gustave Le Gall ouvre en 1884, Caradec et Ouizille en 1896 ; plusieurs usines se dotent d'usines à gaz destinées à leur éclairage et au chauffage, notamment pour le soudage des boîtes de conserve (le chauffage se faisait antérieurement au charbon de bois). D'autres usines ouvrent à Poulgoazec : Auguste et Charles Chancerelle en 1880, Arsène Saupiquet la même année, Henri de Lécluse en 1880 ; Eugène Rio et Paul Audigan en 1901.

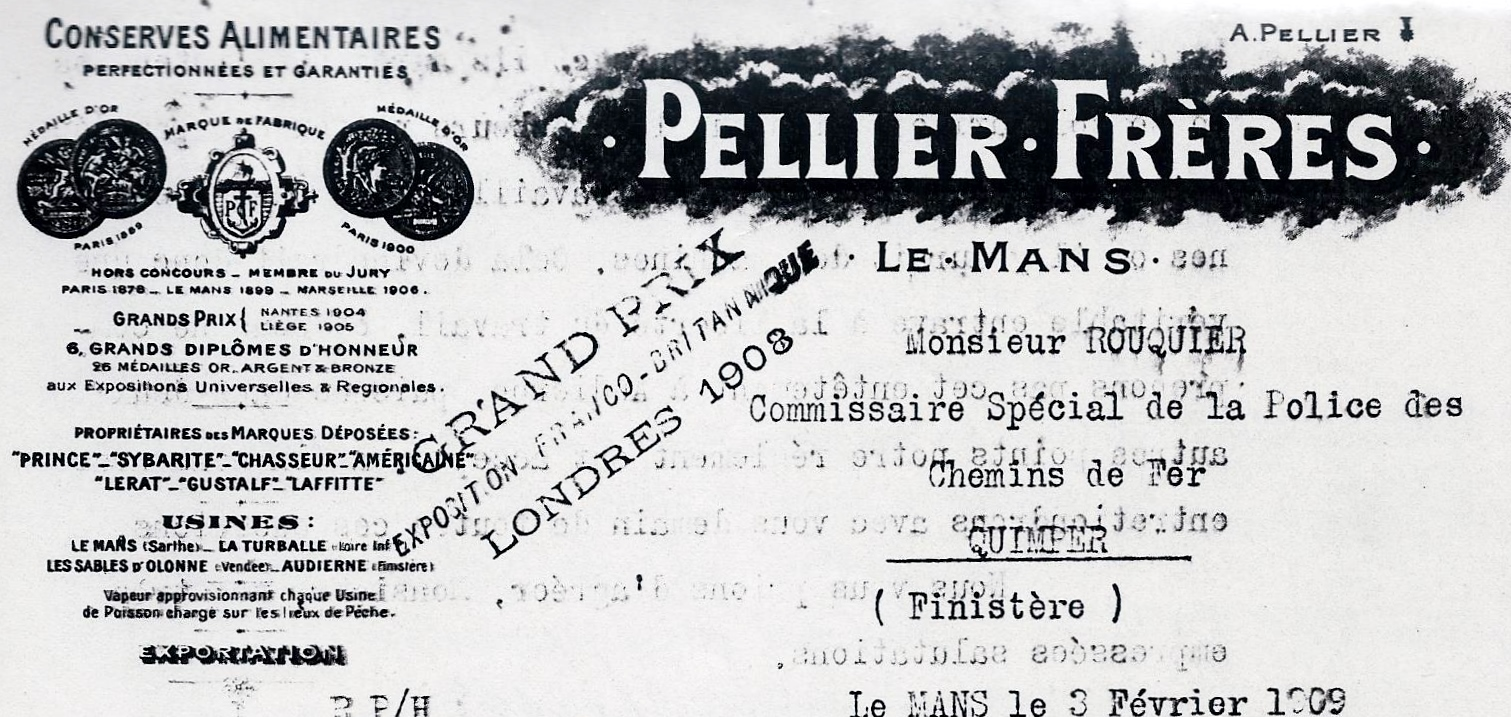
En-tête d'une lettre des établissements "Pellier Frères" datée de 1909.

Les frères Pellier se plaignent, en 1878, du manque d'eau douce qui « cause un préjudice considérable à leur fabrication de sardines à l'huile et qui souhaitent être autorisés à établir une prise d'eau ». En 1876, on compte une douzaine d'usines sur les bords du Goyen, un fleuve alors d'une saleté épouvantable où déchargent chaque été plus de 500 chaloupes de pêche. En 1875, le Conseil d'arrondissement de Quimper recommande le curage du port d'Audierne « dans lequel s'entasse une quantité de détritus infects qui finiront par empêcher l'accostage des navires et compromettre la santé publique ». En effet, des écoulements permanents de saumure, de jus et d'huile de poisson, de détritus de sardines, sont autant de nuisances qui dégagent une infection insupportable et sont le germe d'épidémies meurtrières.

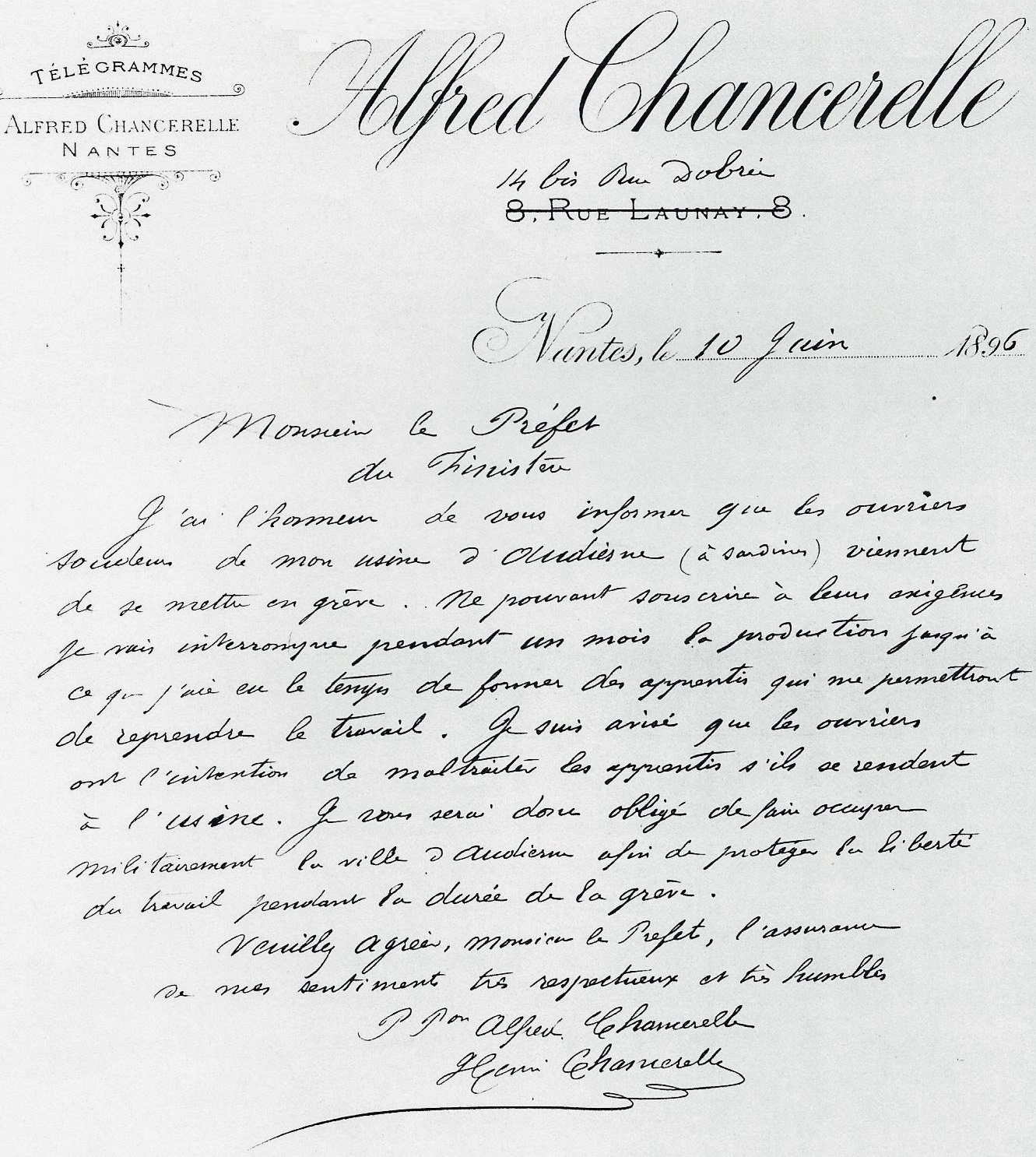
Lettre d'Alfred Chancerelle au préfet du Finistère annonçant le lock-out dans son usine d'Audierne en 1896.

L'insalubrité provoquait de fréquentes épidémies. Le "Bulletin de l'Académie nationale de médecine" écrit en 1886 qu'« à Audierne et à Poulgoazec (...), sur une population de 2 000 habitants, on observe par an près de 200 cas de fièvre typhoïde ».
À la suite de l'épidémie de choléra de 1885-1886 qui fit 144 morts à Audierne, le docteur Anner, directeur de la santé à Brest, envoyé sur les lieux pour combattre le fléau, écrit : « Les planchers n'existent nulle part, le sol que les pieds foulent est la terre même, avec ses irrégularités et ses anfractuosités dans lesquelles stagnent les boues et les ordures aussi bien de l'extérieur que de l'intérieur ».
En février 1896, le Conseil municipal d'Audierne vote un vaste programme d'assainissement, prévoyant la création de canalisations d'eau potable « considérant l'eau disponible en quantité insuffisante pendant la saison de pêche à la sardine, car alors plus de 800 bateaux étrangers [étrangers au port] se trouvent parfois dans le port ». Il envisage aussi le repavage de la Place du Marché et de la Grand'Rue.
Vers 1900, on recense 20 ateliers de friture et 14 usines de conserves de poissons à Audierne. La plupart appartiennent à des propriétaires extérieurs à la ville, douarnenistes principalement, mais aussi nantais, concarnois ou autres ; seules trois usines ont été créées par des entrepreneurs locaux (Henri de Lécluse, Louarn et Salaün).

#### Une famille influente: les Lécluse-Trévoëdal
La famille Delécluse (ou de Lécluse) accola à son nom celui de sa terre de Trévoëdal, située en Beuzec-Cap-Sizun (autorisation accordée par décret le 13 novembre 1868).
- François-Marie de Lécluse (1748-1810) fut membre du directoire du district de Pont-Croix et acheta le couvent des Capucins d'Audierne en 1795.
- Son frère, Jean-Baptiste de Lécluse, chevalier de l'Empire, né en 1751 à Audierne, fut sénéchal du marquisat de Pont-Croix, puis président du tribunal civil de Quimper et enfin procureur près la cour d'assises du Finistère. Il fut aussi député du Corps législatif entre 1806 et 1810.
- Jean Pierre de Lécluse-Trévoëdal[Note 7] (1804-1884), neveu des précédents, fut président du tribunal civil de Quimper et maire d'Audierne.
- Amédée de Lécluse-Trévoëdal[Note 8] (1836-1898), petit-neveu des précédents, royaliste, propriétaire du château de Locquéran, fut maire d'Audierne entre 1871 et 1898 et conseiller général du canton de Pont-Croix. Il créa en 1872 l'usine d'extraction d'iode à partir de la soude provenant de la cendre de varech dans l'anse du Stum.
- Son frère, Émile de Lécluse-Trévoëdal[Note 9] (1838-1910) fut maire d'Audierne, succédant à son frère, entre 1898 et 1908. En 1879 les deux frères créèrent une "friture" (conserverie) à Poulgoazec. Il fit construire le château de Keristum en 1877.
- Henri de Lécluse-Trévoëdal[Note 10], fils d'Amédée de Lécluse-Trévoëdal, capitaine de cavalerie pendant la Première Guerre mondiale, habitait le château de Locquéran. Son épouse Jeanne Bertrande de La Brousse de Beauregard, développa une activité de dentelle au point d'Irlande dans le château de Locquéran pour les femmes de pêcheurs et d'ouvriers afin de faire face à la crise sardinière à partir de 1903[69].

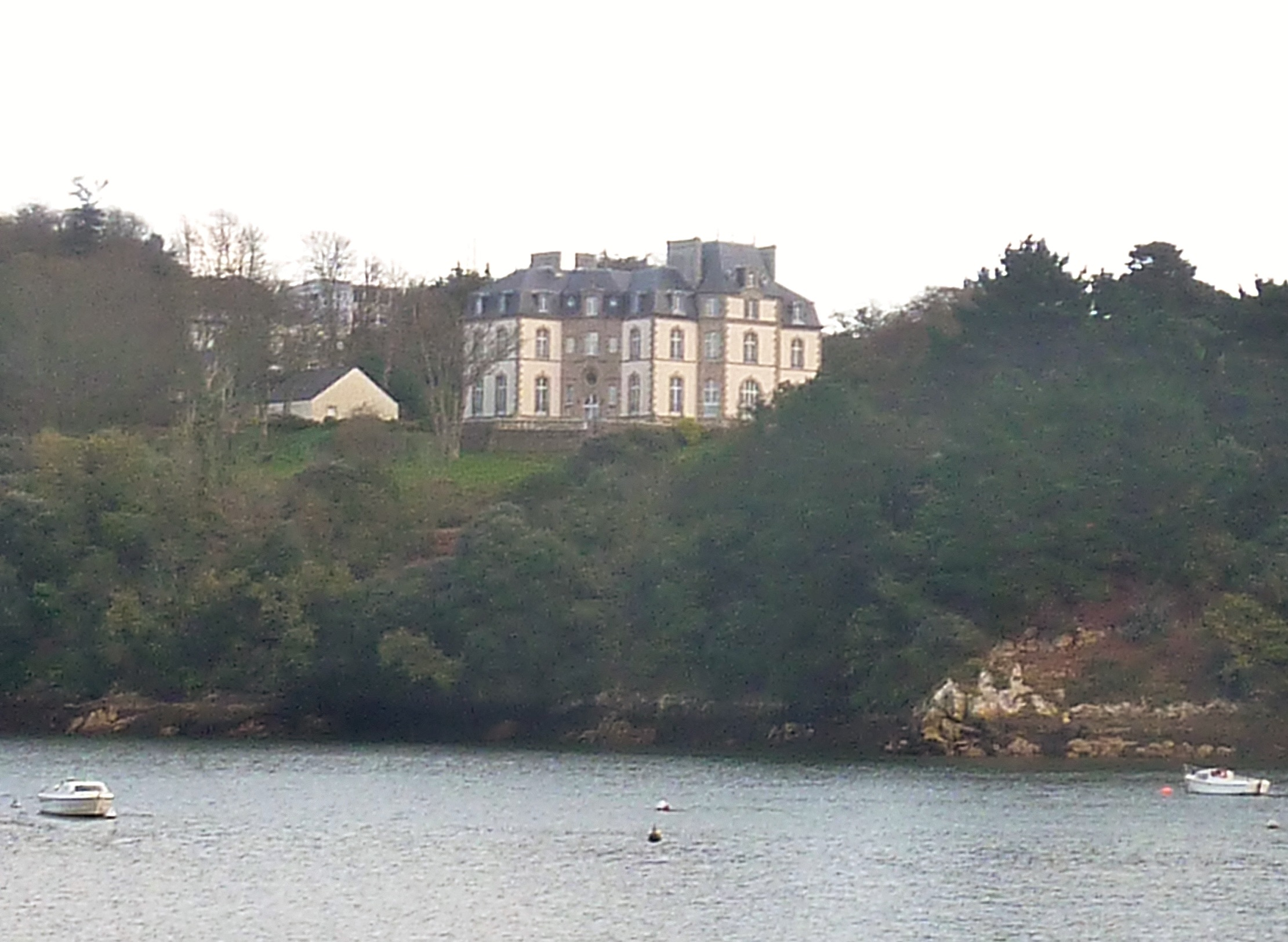
Le Château de Locquéran construit par Amédée de Lécluse-Trévoëdal

#### Description d'Audierne en 1893

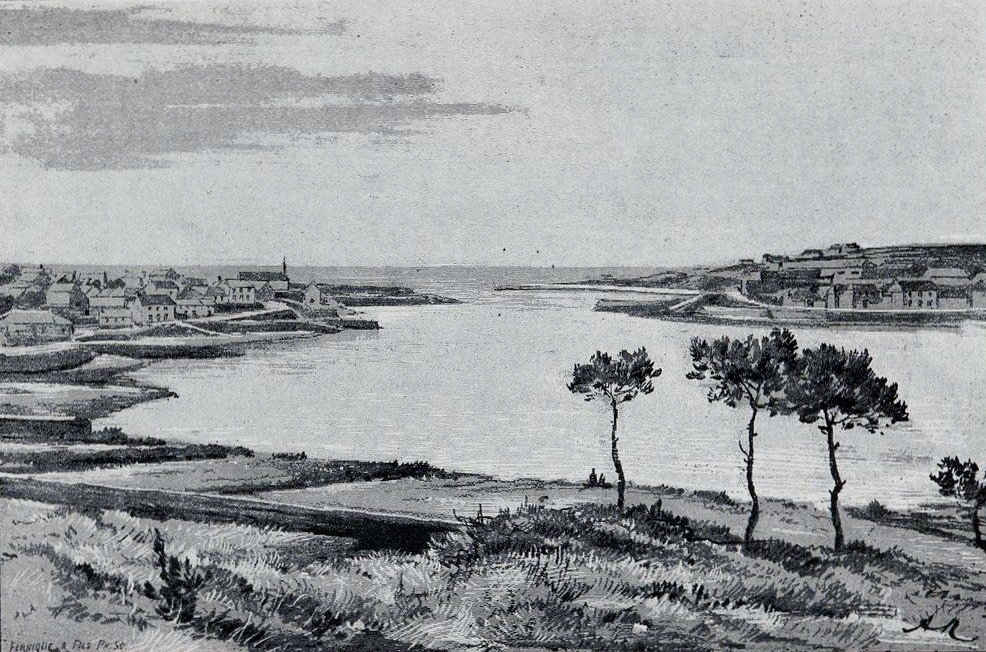
L'entrée du port avant 1903 (dessin de A. Karl).

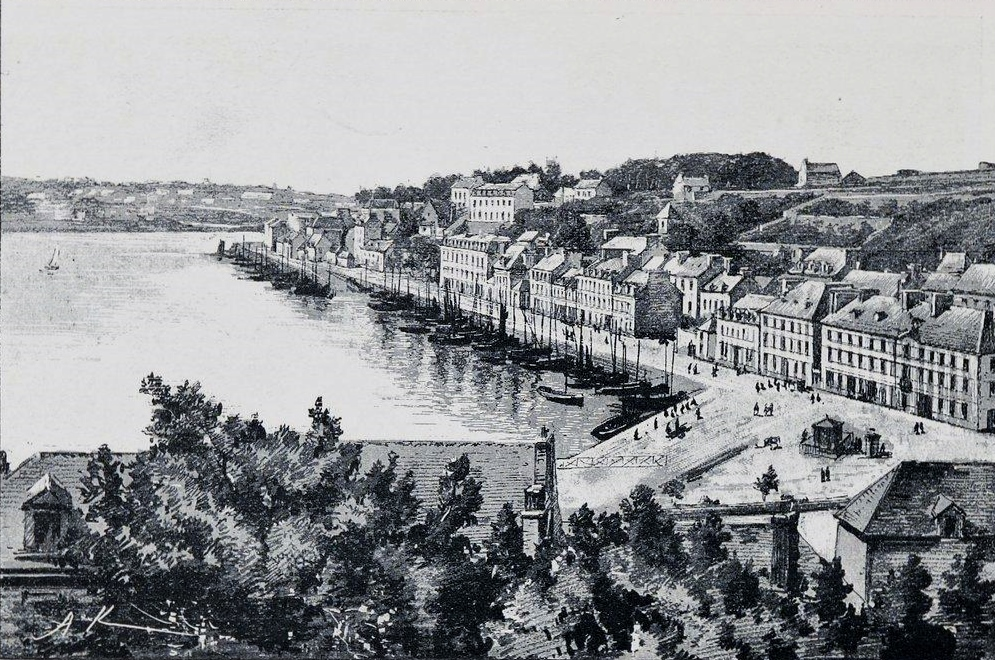
Le port d'Audierne avant 1903 (dessin de A. Karl).

Alexandre Nicolaï décrit ainsi Audierne en 1893 :

« (...) Les barques qui ne sont pas sorties dorment sur le flanc en bas des quais ; les marins étendent les filets, des vieux se chauffent sur le bas des portes, des femmes remaillent, les mendiants s'empressent autour de nous, et c'est à grand'peine que pour longer le port nous nous mêlons au va-et-vient assez animé qu'entretiennent les nombreuses usines et fabriques de soude et de conserves de sardines. Mais pouah ! Quelle infection qui nous soulève le cœur ! Un inimaginable relent d'huile, d'iode et de poisson passé qui alourdit l'air, vous serre à la gorge, semble pénétrer vos vêtements ! Un peu d'opoponax s'il vous plaît ! C'est une de ces symphonies d'odeurs mijotantes, comme Zola seul en pourrait transposer, qui éclate de partout, des barques, des barils de rogue nauséabonde, des filets, des vases transformées en charniers, des usines, des gens même qui vous frôlent. (...) Un parfumeur eût gagné bien de l'argent ce jour-là ! Pourquoi n'y en a-t-il pas à Audierne ? »

En décembre 1894 à Audierne et en janvier 1895 à Poulgoazec, les ouvriers-soudeurs (qui soudaient les boîtes de sardines) se mettent en grève, protestant contre l'installation de sertisseuses.
Selon Charles Le Goffic, la consommation d'eau-de-vie par habitant et par an atteignait en 1900 19 litres à Audierne, 11 à Douarnenez, 10 à Concarneau, ayant plus que doublé depuis 1858.

### LeXXesiècle
Le 20 janvier 1901 le vicomte Alain Le Gualès de Mézaubran demanda « la concession de mines de houille, schistes bitumineux, anthracite, lignite ou pétrole » qui pourraient se trouver sur les communes de Cléden-Cap-Sizun, Plogoff, Primelin, Esquibien, Audierne, Plouhinec, Pont-Croix et Goulien.

#### La voie ferrée Douarnenez - Audierne / Le "tain-youtar" - "Ar Youter"

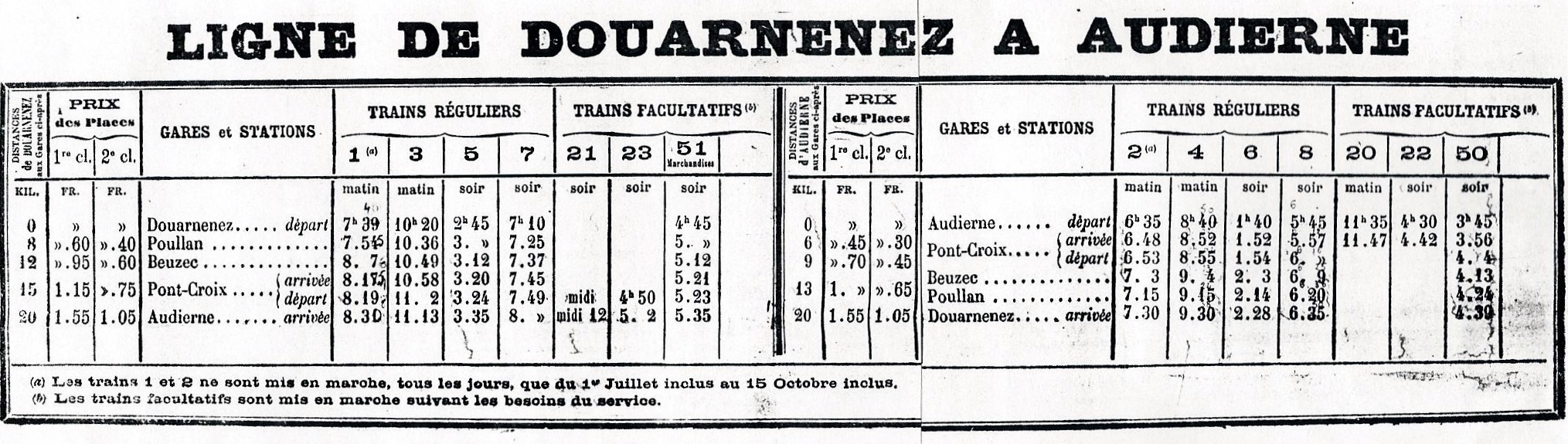
Les horaires de la ligne de chemin de fer Douarnenez-Audierne en 1896.

La ligne de chemin de fer de Douarnenez à Audierne, appartenant aux Chemins de fer départementaux du Finistère, déclarée d'utilité publique le 14 février 1891, longue de 19,8 km, mise en service le 29 janvier 1894 : « Alors que les quais d'Audierne sont plantés de mâts pavoisés aux couleurs nationales (...), flanqué de ses deux vicaires, l'abbé Masson vient bénir bâtiments et matériels ». La ligne, à voie métrique, dessert les stations de Poullan, Pont-Croix et la halte de Beuzec-Cap-Sizun (en 1905, une halte supplémentaire est créée à Lestrivin, entre Poullan et Douarnenez) ; les trains mettaient de 50 à 55 minutes à parcourir le trajet, à la vitesse moyenne horaire de 22 km/h. La ligne est surnommée Ar Youter (youd en breton signifiant « bouillie », cette appellation se veut ironique : la « ligne des mangeurs de bouillie ») est ainsi décrite par Yvon Normant : « Ce petit chemin de fer à voie étroite rejoint Pont-Croix, puis se dirige vers Audierne en longeant le cours sinueux de la ria du Goyen. Il transporte touristes et marchandises. Certains jours, lors des fortes affluences pour la foire de Pont-Croix, on installe des bancs dans les wagons de marchandises. Les voyageurs bénéficient gracieusement du parfum des congres et des sardines, avant de renifler celui des porcs et des vaches sur la place du marché. (…) Un chargement trop lourd faisait patiner les roues de la petite locomotive dans les montées. Le conducteur demandait alors aux voyageurs de descendre en bordure de voie et de reprendre le convoi plus loin ». La ligne ferma en 1946.
À Audierne, les touristes fréquentaient l'hôtel du Commerce (tenu par Antoine Batifouler) , l'hôtel de France, l'hôtel Gargadennec et l'hôtel de la Gare.
Dans la décennie 1930, six trains par jour desservaient la ligne du train youtar ; les retards étaient à répétition, souvent dus à la nécessité d'assurer les correspondances en gare de Douarnenez avec les trains de la compagnie Paris-Orléans, et les accidents fréquents (passagers tombant du train depuis la plate-forme, collisions aux passages à niveau qui étaient non gardés, chutes de passagers en gare, parfois dus à l'ivresse les jours de marché à Pont-Croix).
La voie ferrée Pont-l'Abbé - Audierne / Le "train-carottes"
La ligne ferroviaire à voie métrique surnommée "train carottes", exploitée initialement par les Chemins de fer armoricains, fut inaugurée le 1er octobre 1912 et ferma le 30 juin 1935, ne fonctionnant donc que 33 ans à peine. La voie ferrée partait de Pont-l'Abbé et desservait les gares de Plonéour-Lanvern, Tréogat, Pouldreuzic, Plozévet, Plouhinec, Pont-Croix, pour aboutir à Audierne ; la ligne desservait aussi des arrêts facultatifs supplémentaires comme celui de Plovan. « C'était un train mixte de marchandises et de voyageurs, qui a eu un impact important sur la vie économique et sociale en pays bigouden et dans le cap Sizun » a écrit l'historien Serge Duigou.

#### L'Abri du marin d'Audierne et la misère au début duXXesiècle

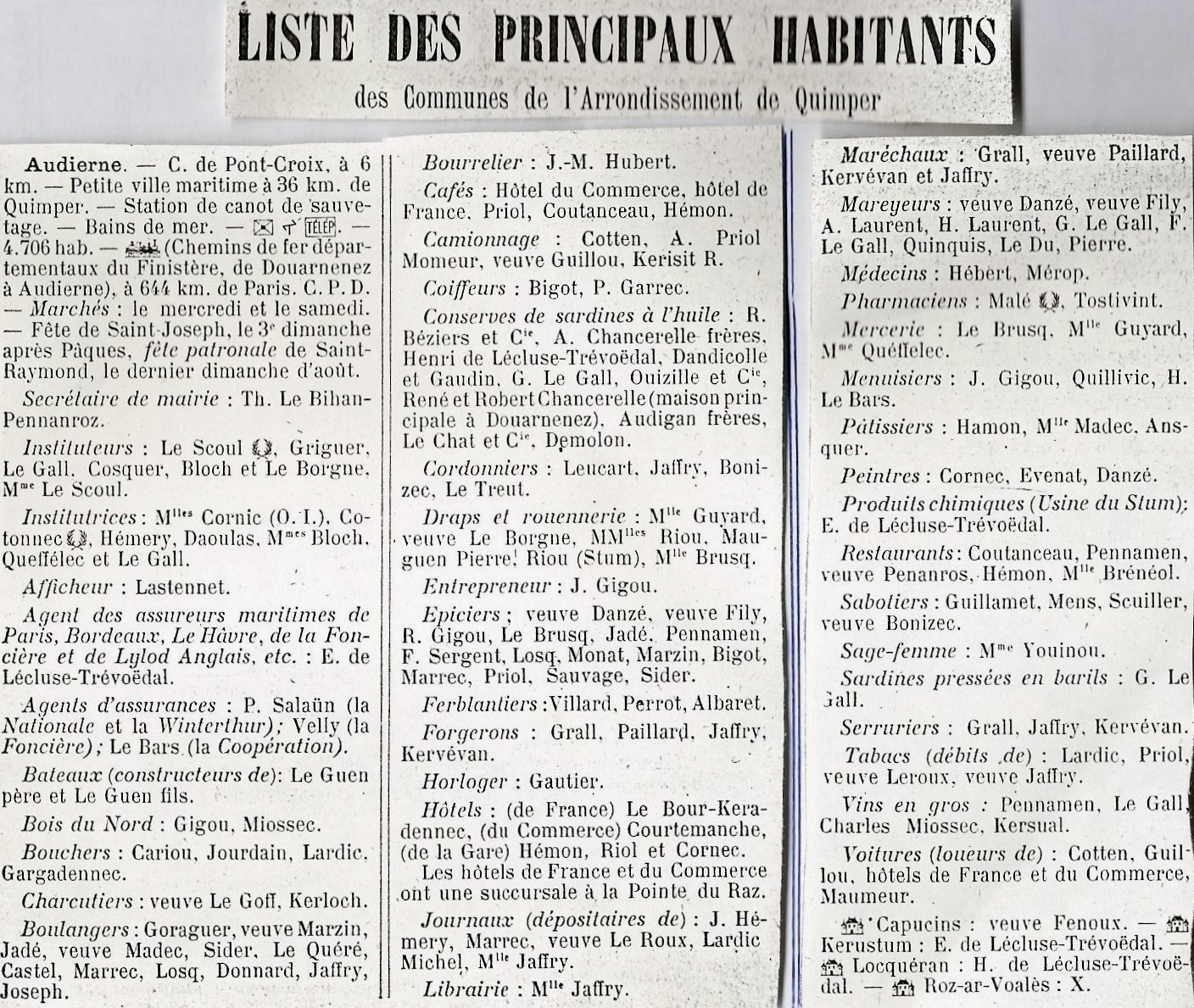
Liste des principaux habitants d'Audierne en 1911.

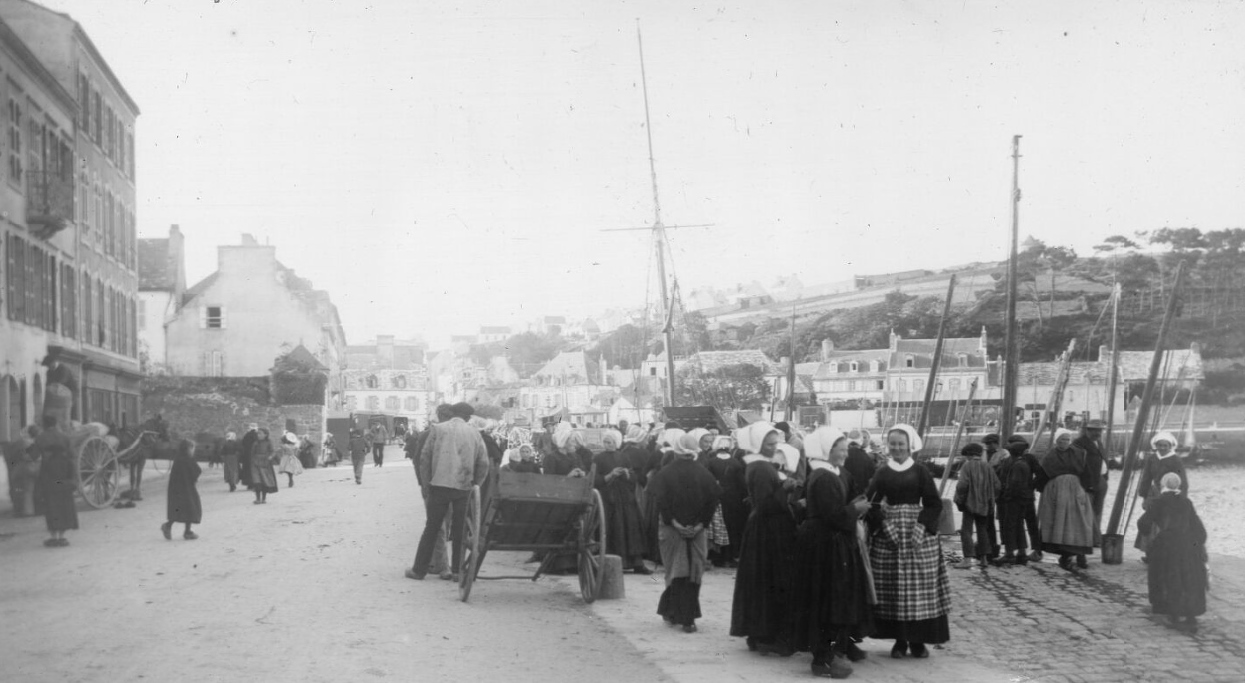
Le port d'Audierne au début du XXe siècle.

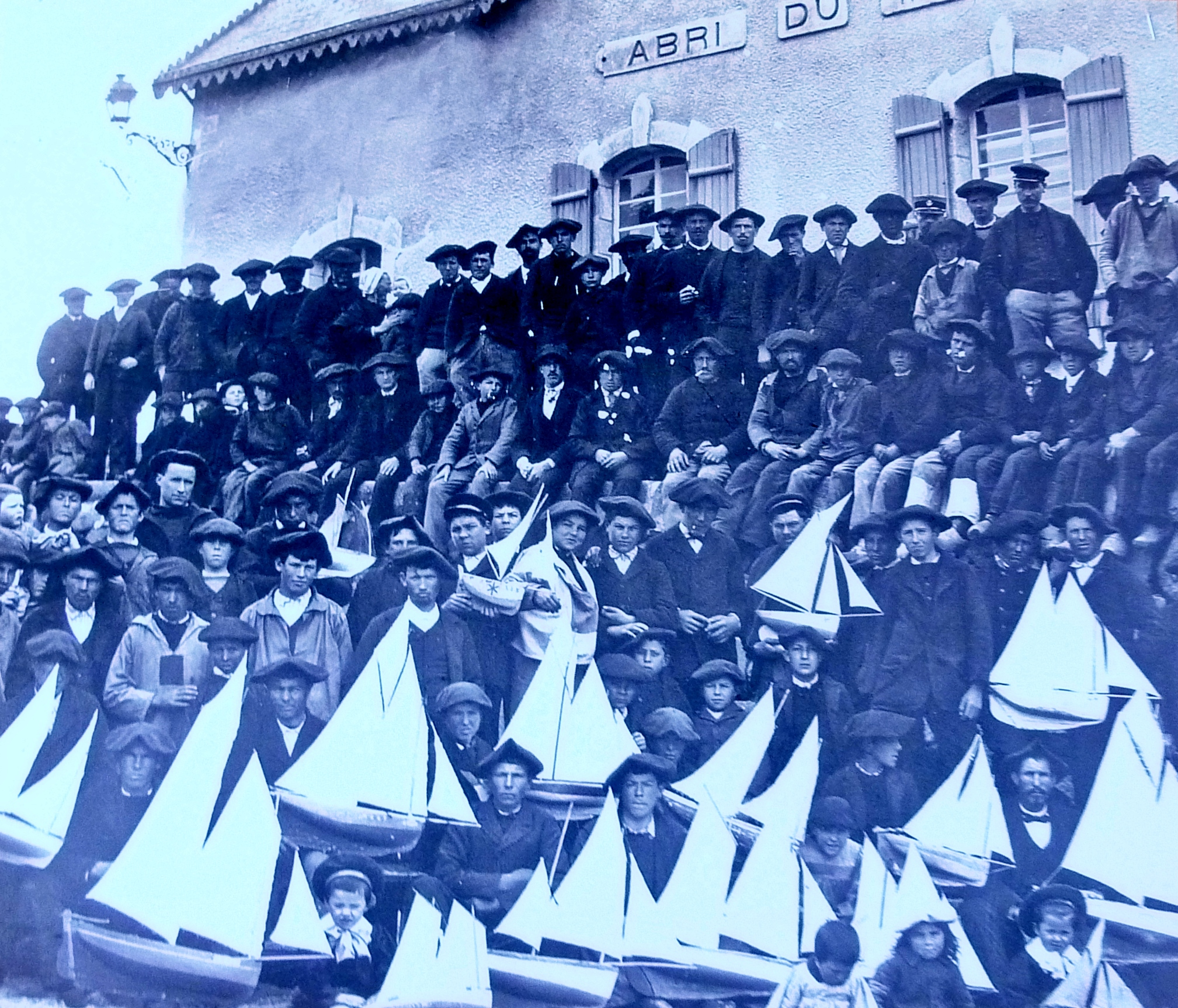
Concours de maquettes de bateaux devant l'Abri du marin d'Audierne vers 1920 (photographie de Jacques de Thézac)

Vers 1900, la consommation d'alcool par habitant était très élevée dans les ports : 20 fois plus à Audierne qu'au Huelgoat.
Une épidémie de scarlatine éclata à Plogonnec (105 cas) et Audierne (191 cas, dont 4 morts) en 1901. Le docteur Hébert fait un tableau de la malpropreté des habitations d'Audierne : « étroitesse des chambres abritant jusqu'à 10 personnes, encombrement, ouvertures insuffisantes, malpropreté invraisemblable du mobilier, des planchers et des murs qui disparaissent sous une couche de crasse invétérée, accumulation d'ordures dans les chambres, alimentation défectueuse, voilà le modus vivendi de l'habitant, qu'il soit ouvrier ou marin-pêcheur ».
En 1901, le port d'Audierne compte près de 500 chaloupes de pêche et 3 500 inscrits maritimes. Jacques de Thézac y crée en novembre 1901 un Abri du marin, financé par l'usinier lorientais Georges Ouizille, près de la petite grève des Capucins. C'était là en effet que la plupart des pêcheurs étrangers au port venaient échouer leurs bateaux. En 1915, l'Abri fut temporairement réquisitionné pour accueillir un détachement du 118e régiment d'infanterie de Quimper. L'Abri du marin ferma en 1956.
Le 20 janvier 1901, la barque de pêche no 1625 qui rentrait dans le port d'Audierne fut renversée par une forte lame alors qu'elle franchissait la barre et les cinq hommes à bord furent précipités à la mer. Seul le patron, Le Borgne, fut sauvé.
La crise sardinière du début du XXe siècle fut dramatique à Audierne : elle commence en 1902 et dure jusqu'à la Première Guerre mondiale en raison de la raréfaction de la sardine (même si 1904 et 1909 sont de moins mauvaises années que les autres) et est aggravée par les nombreux conflits sociaux liés surtout au refus par les ouvriers-soudeurs de l'introduction des machines à sertir auxquelles ceux-ci s'opposèrent vivement, ce qui provoqua plusieurs grèves, et, en représailles des lock-out patronaux.
En 1900, Audierne et Plouhinec concentrent 3 500 employés répartis dans 14 conserveries; c'est alors la plus importante population ouvrière du sud du Finistère. Mme de Lécluse, dont le mari Henri de Lécluse (lequel est élu maire de Plouhinec en mai 1904) est le neveu du maire d'Audierne, met en place pendant l'hiver 1902-1903 un "fourneau économique" et crée dans son château de Locquéran un atelier de guipure au crochet, avec l'aide de Mademoiselle de Marmier qui lui envoie une dentellière chargée d'enseigner le véritable point d'Irlande aux ouvrières de Plouhinec et d'Audierne.
Le Journal écrit dans son numéro du 19 janvier 1903 : « La pleine misère sévit à Audierne (...) et tous les navrants tableaux qu'on puisse décrire ne donneront pas l'intensité de la triste réalité. Audierne renferme surtout beaucoup d'ouvriers soudeurs, et ce sont ces pauvres travailleurs qui sont le plus atteints par cette terrible crise sardinière. Le pêcheur a encore la mer, mais l'ouvrier soudeur, sans aucun travail ni espoir d'en avoir de sitôt, puisque les usines regorgent de boîtes, presque pour deux années, est le véritable "crève-de-faim" du littoral. Il y a plus de 300 soudeurs à Audierne ».

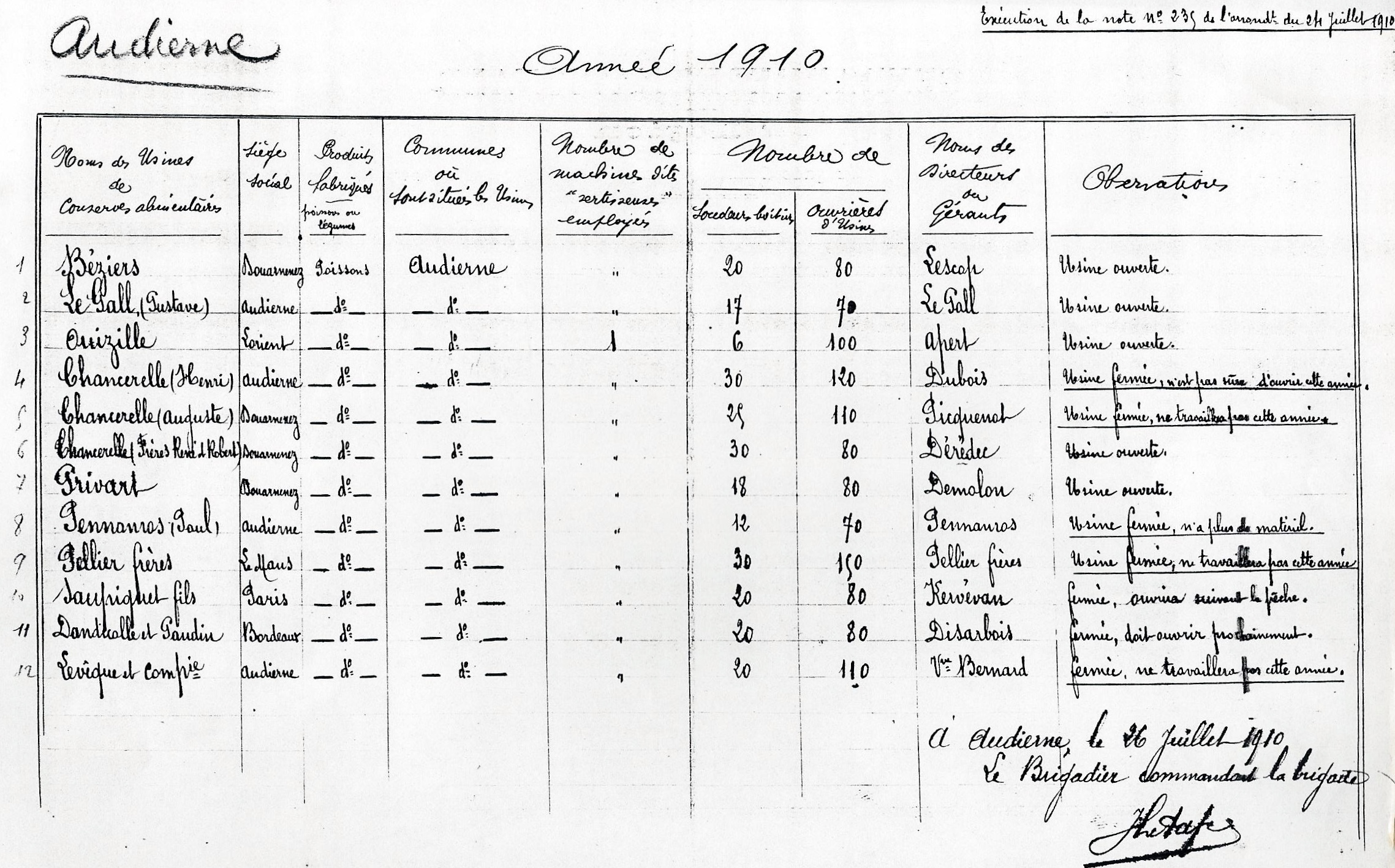
Audierne : état des conserveries en 1910

L'apogée de la flottille de pêche et de l'industrie de la conserve à Audierne et Poulgoazec se situe vers 1902 avec 16 usines et 656 bateaux armés pour la pêche cette année-là (c'est très tardif car pour l'ensemble de la France l'apogée de ces activités se situe vers 1880), travaillant jusqu'à 2 300 000 sardines par jour pendant la saison de pêche. En 1909, l'ensemble Audierne-Poulgoazec est encore le quatrième centre sardinier français derrière, derrière Chantenay, Concarneau et Douarnenez-Tréboul, employant encore 419 ouvriers soudeurs, en dépit de l'introduction des machines à sertir. En 1909, l'usine Chancerelle Henri employait lorsqu'elle était en pleine activité 190 ouvriers dont 40 soudeurs ; l'usine Pellier frères 180 ouvriers, dont 30 soudeurs : l'usine Chancerelle René et Robert 175 ouvriers, dont 45 soudeurs ; les usines Audigan, de Pénanros et de Lécluse respectivement 90, 82 et 67 ouvriers, etc. Ces activités engendrèrent à Audierne un véritable paysage industriel, avec notamment de nombreuses cheminées d'usines, hautes de plus de 9 mètres.
Mais le déclin est net à partir de 1910 : par exemple les usines Pellier frères et de Pénanros ferment en 1910, celle de René Béziers poursuit son activité jusqu'en 1914, mais ferma également à cette date, en raison notamment de la concurrence espagnole et portugaise,.

#### Le port de pêche dans la première moitié duXXesiècle

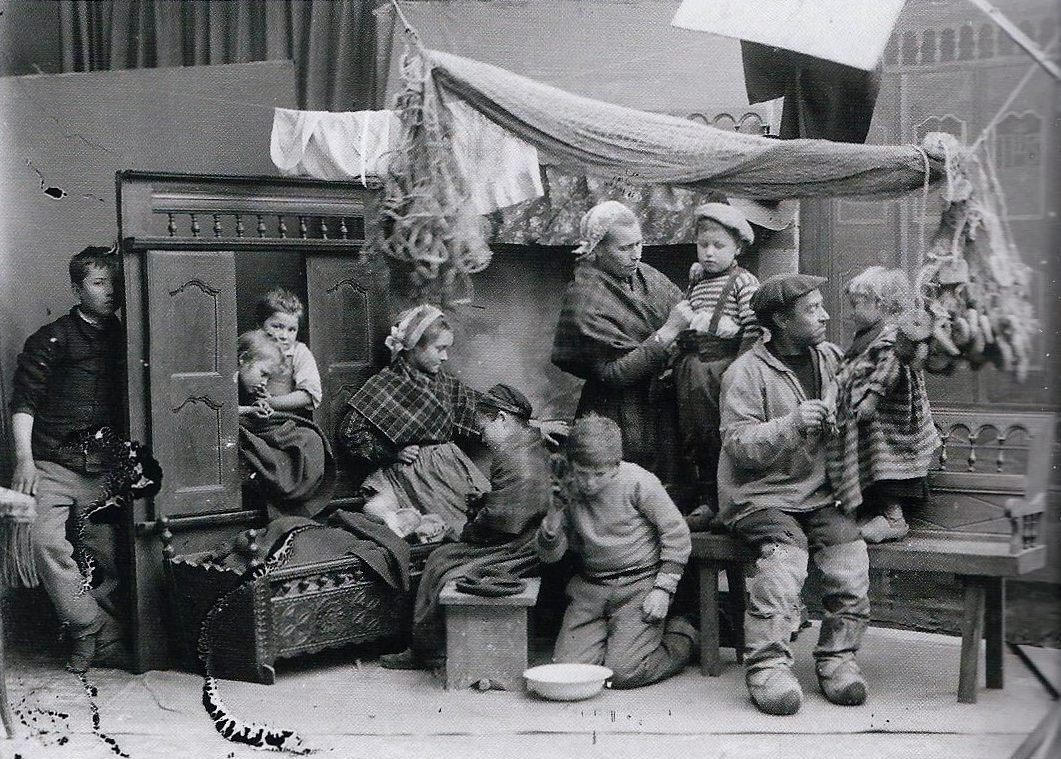
Une famille de pêcheurs d'Audierne au début du XXe siècle (photographie Joseph-Marie Villard).

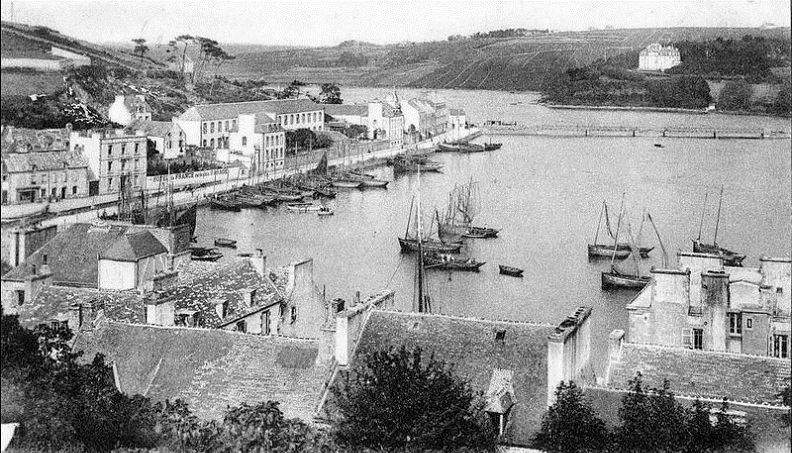
Le port d'Audierne vers 1900 (carte postale Léon et Lévy).

Le nombre des inscrits maritimes dans le quartier d'Audierne est en 1903 de 4 980 dont 1 012 à Audierne même, 1 025 à Plouhinec, 911 à Plogoff, 750 à Cléden-Cap-Sizun, 407 à l'Île de Sein, etc.
Le port d'Audierne est ainsi décrit en 1907 : « Le port d'Audierne est formé de deux parties bien nettes : le port proprement dit comprend (...) un grand quai (...) dans le prolongement de la RN 165, long de 460 mètres (...), ses terre-pleins sont empierrés, et 6 cales accolées au quai, pavées et mesurant 30 mètres sur 6 mètres en largeur, sauf la dernière, plus grande, qui sert au lancement du bateau de sauvetage. À 200 mètres environ en aval de l'extrémité des quais se trouve le vieux môle, ouvrage qui arrête partiellement la propagation dans le chenal de la lame du large. (...) Le chemin de halage qui longe le chenal d'accès commence au vieux môle. Il se compose pour partie d'une passerelle métallique de 126 mètres de longueur franchissant l'anse des Capucins (...). Il a une longueur de 688 mètres et se termine au môle de la pointe du Raoulic, qui s'avance sur 214 mètres dans la mer ».
L'accès au port était difficile et dangereux : « Actuellement, un bateau qui veut entrer à Audierne doit attendre au large que la barre d'entrée du Goyen soit franchissable. Puis, dès que la hauteur d'eau devient suffisante pour lui permettre de passer au-dessus d'elle et que le temps est favorable, il s'engage dans le chenal et remonte sans obstacle, en se faisant haler au besoin, jusque vers le milieu du banc des Capucins. Arrivé là, il lui faut attendre à nouveau que la hauteur d'eau au-dessus de ce banc soit suffisante pour le franchir. Ce n'est qu'alors qu'il peut reprendre sa marche pour entrer dans le port lui-même par ses propres moyens, sans pouvoir d'ailleurs se faire haler à partir de cet endroit par suite de la non continuation du chemin de halage (...). En définitive, ce n'est qu'au bout de 2 heures de flot au moins qu'[une barque] pourra gagner le port. Pour la sortie, elle devra quitter le port dès ma mi-marée ».
Les bateaux de pêche entraient dans le port d'Audierne à mi-marée montante, afin de choisir, en l'absence de criée, le mareyeur proposant le meilleur prix ; si, par téléphone, un mareyeur d'un autre port proposait un prix plus avantageux pour les langoustes et les homards (les tourteaux étaient alors délaissés et rejetés en mer), le bateau repartait aussitôt. À marée basse, les bateaux et leur pêche étaient prisonniers du port en raison de son assèchement complet. Le gain de la marée était partagé par l'équipage : sur un langoustier, les trois marins à bord avaient droit à une part, le propriétaire du bateau à une part (à deux parts si le bateau était ponté), le mousse à une demi-part (de nos jours, le patron propriétaire d'un bateau reçoit la moitié de la valeur de la marée). Les langoustiers, désarmés à partir du mois d'octobre, passaient l'hiver à Audierne, à l'abri dans la ria du Goyen.
Le journal L'Ouest-Éclair du 19 octobre 1924 écrit : « L'important port de pêche d'Audierne présente depuis quelque temps une animation extraordinaire, c'est que la pêche donne en plein, la pêche à la sardine surtout. Aujourd'hui 450 bateaux environ y prennent part. Ce sont ceux d'Audierne, auxquels sont venus s'ajouter ceux du Guilvinec et de Douarnenez. Le port présente un coup d'œil magnifique et le quai une animation extraordinaire. Les 12 usines de conserves alimentaires travaillent à plein rendement et les mareyeurs aussi. Les trains et camions automobiles sont bondés de poissons expédiés sur les différents centres de l'intérieur. Hier soir les pêcheurs débarquaient de la sardine si grosse que jamais, au dire des plus anciens, ils n'en avaient vus de pareilles, elle était du moule de 90  à   95 millimètres. Les maquereaux sont aussi pêchés en quantités considérables, ainsi que les anchois et poissons divers. Les bateaux qui étaient armés pour la pêche aux crustacés et tourteaux (Audierne et Poulgoazec) ont débarqué leurs casiers pour les remplacer par des filets à sardines».
Le 12 septembre 1929, le langoustier Chopine-Bihen, d'Audierne, est abordé et coulé au large du phare d'Ar-Men par le vapeur anglais Porthleven ; les cinq hommes de l'équipage, jetés à la mer, furent secourus par le navire abordeur, mais le patron, François Moullec, disparut en mer.
Dans la décennie 1930, Audierne est le premier port breton pour le crabe et le second, derrière Camaret, pour la langouste et le homard. En 1937, le journal L'Ouest-Éclair écrit :

« La pêche principale dans les ports du quartier d'Audierne : Poulgoazec, Île de Sein, Plogoff, Poulhan, etc., dont plusieurs sont de simples criques, c'est la pêche aux crustacés que font, aux casiers, quelque 340 bateaux, montés par plus de 2 000 hommes. Ces langoustiers font aussi la sardine en été. L'on compte 200 marins pêchant surtout le merlan et 200 maquereautiers. (...). Le nombre de familles de pêcheurs est d'environ 1 500. Celles du Cap, de Plouhinec, de Plozévet possèdent généralement un lopin de terre et souvent les femmes travaillent à l'usine de conserves. Durant l'hiver quelques marins vont naviguer au commerce. (...) »

Lors de la tempête du 24 février 1933 plusieurs bateaux chavirèrent à l'entrée du port d'Audierne et d'autres eurent bien des difficultés à rentrer.
Simple activité d'appoint au XIXe siècle, la pêche à la langouste devient dominante dans la première moitié du XXe siècle, les langoustiers pêchant depuis la Mer d'Irlande jusqu'aux côtes portugaises en passant par le Golfe de Gascogne. En 1946, 40 langoustiers arment à Audierne, débarquant 294 tonnes de langoustes conservées dans les viviers disséminés le long du littoral.

#### Le port de commerce au début duXXesiècle
Le port de commerce d'Audierne a eu, entre 1890 et 1906, un trafic moyen de 7 850 tonnes à l'importation (dont 2 858 tonnes de charbon, 890 tonnes de goudrons et résines, 769 tonnes de bois, 670 tonnes de matériaux de construction, 570 tonnes de vins, 533 tonnes de céréales, 352 tonnes d'engrais, etc.) et de 4 188 tonnes à l'exportation (dont 1 736 tonnes d'engrais, 540 tonnes de conserves, 514 tonnes de céréales, etc.).

#### La Première Guerre mondiale
Le monument aux morts d'Audierne porte les noms de 163 soldats morts pour la France pendant la Première Guerre mondiale ; parmi eux 13 au moins sont des marins disparus en mer, par exemple Théodore Priol, disparu le 18 mars 1915 dans le naufrage du cuirassé Bouvet; deux au moins (Paul Carval, tué le 24 octobre 1914 à Caeskerque et Jean Courté, fusilier marin, tué le 12 novembre 1914 à Dixmude) décédèrent sur le front belge lors de la Course à la mer, trois moururent alors qu'ils étaient membres de l'Armée française d'Orient comme Alexandre Le Coz, pilote d'hydravion, décédé le 7 août 1917 à Salonique des suites de ses blessures dues à un accident d'amerrissage et Allain Fichoux, tué le 26 juin 1915 lors de l'expédition des Dardanelles ; la plupart des autres sont des soldats décédés sur le sol français, à l'exception de Jean Kersalé, tué le 13 novembre 1914 lors de la bataille d'Elhri (Maroc) et de Jean Kerloch, décédé le 14 février 1916 à Port-Saïd (Égypte) à bord du cuirassé Jauréguiberry.
Pierre Autret, né en 1886 à Audierne, soldat au 219e régiment d'infanterie, fut fusillé pour l'exemple, le 25 novembre 1916 à Belleray (Meuse) pour « rébellion ».

#### L'entre-deux-guerres
En 1921, la population atteint son maximum démographique avec 4 151 habitants.
Le journal Ouest-Éclair indique en novembre 1925 que « la tempête qui sévit depuis dix jours sur nos côtes a ramené des amendements marins à terre en grande quantité. (...) À Audierne, des centaines de mètres cubes sont ramassés chaque jour et charroyés immédiatement pour fumer les terres ».
Le 25 septembre 1931 trois barques de pêche, la Joséphine-Yvonne, de Plouhinec, le Bien-Aimé, d'Audierne, et le Pourquoi-Pas ?, de Plouhinec, furent surprises par une brusque tempête et perdirent 8 hommes entre la bouée de la Gamelle et le Sillon.

#### La Seconde Guerre mondiale
Le monument aux morts d'Audierne porte les noms de 65 personnes mortes pour la France pendant la Seconde Guerre mondiale ; parmi elles 11 au moins sont des marins disparus en mer, par exemple Jean Priol, né le 24 mai 1923 à Audierne, engagé à 17 ans dans les Forces françaises libres, disparu le 18 février 1942 lors du naufrage du sous-marin Surcouf. Plusieurs marins audiernais, dont Jean Le Bescq et Emile Cosquer, qui étaient à bord du cuirassé Bretagne, furent victimes le 3 juillet 1940 de l'attaque anglaise contre la base navale de Mers el-Kébir.
Le 19 juin 1940, le bateau Ar Zenith, qui assurait les liaisons entre Audierne et l'île de Sein, commandé par Jean-Marie Menou, quittait clandestinement Audierne pour rejoindre l'île de Sein et de là, rejoindre l'Angleterre ; parmi les passagers partis d'Audierne, 12 hommes d'Audierne, 4 d'Esquibien, 6 de Meilars, 5 chasseurs alpins et deux autres personnes, sans compter ceux qui embarquèrent à l'île de Sein. Alexis Le Gall, né à Audierne, parti d'Audierne à bord du Ar Zénith, dernier survivant des Français libres du Finistère, est décédé, âgé de 97 ans, le 22 décembre 2019 à Douarnenez. Il a publié en 2017 « Les Clochards de la Gloire », un livre où il raconte ses cinq années au sein des Forces françaises libres et son frère Jacques Le Gall, né aussi à Audierne, décédé âgé de 100 ans le 30 octobre 2021 à Saint-Malo.
Lors d'une rafle le 2 janvier 1944, Henri Scudeller, de Plouhinec, est tué sous les yeux de sa fiancée deux jours avant leur mariage par une patrouille allemande lors d'un bal clandestin à l'hôtel des Dunes à Audierne. Lors de cette même rafle, 8 jeunes hommes, tous originaires du Cap Sizun (Robert Lozach, Simon Kevarec, René Bigot, Jean Donnart, Jean Bontonnou, René Le Goff, Yves Le Donche, René Marcel Le Bourhis) sont pris et déportés, tous mourront dans des camps de concentration. Un autre habitant d'Audierne, Sylvestre Le Borgne, fut déporté au camp de concentration de Buchenwald où il mourut le 31 mars 1944.
Après avoir échappé plusieurs fois à des arrestations, Pierre Brossolette veut rentrer à Londres pour présenter au général de Gaulle le nouveau délégué général du CFLN auprès du CNR, Émile Bollaert. Brossolette et Bollaert décident de rentrer par bateau. Le 3 février 1944, partant de L'Île-Tudy, la pinasse le Jouet des Flots qui doit les conduire à une frégate britannique au large de l'île de Sein fait naufrage à cause du mauvais temps près de la pointe du Raz, s'échouant à Feunteun Aod en Plogoff. Les deux chefs de la Résistance ainsi qu'une trentaine d'hommes, marins et aviateurs alliés échouent sur la côte, où ils sont accueillis par des Résistants. Parmi ces derniers figuraient en particulier Yves Le Hénaff et Edmond Jouhaud. Lors d'un barrage de routine, alors qu'ils arrivent à Audierne dans une voiture à gazogène, ils sont dénoncés par une collaboratrice, contrôlés par un poste volant de la Wehrmacht à Plouhinec et emmenés dans la prison Jacques-Cartier de Rennes, siège de la Kommandantur locale.
Plusieurs résistants FFI originaires d'Audierne sont décédés lors de combats contre les Allemands, par exemple Louis Marzin, tué le 28 juin 1944 à Esquibien, Jean Bigot et Joseph Nirma, résistants du secteur de Pont-Croix, tués lors des combats pour la libération d'Audierne le 6 août 1944 contre les Allemands qui, à l'approche des troupes américaines, avaient abandonné la ville le 5 août 1944, endommageant par des mines qu'ils firent exploser avant leur départ les quais du port mais tenaient encore la batterie de Lezongar en Esquibien et tentaient de reprendre la ville. Ces combats firent aussi une victime civile (Jean Menou, tué sur le quai Camille-Pelletan). Gabriel Claquin est tué le 20 août 1944 à Douarnenez. Un autre résistant, Emmanuel Brusq fut fusillé par les Allemands le 21 avril 1944 sur la plage de Poulguen en Penmarc'h.
Charles Le Borgne, résistant FFL, faisant partie de la 1re division française libre, fut tué le 1er juin 1942 à Bir-Hakeim (Libye) ; un autre résistant FFL, Yves Bourdon, membre du Bataillon de marche n° 1, est mort le 22 mars 1942 à Niangara (Congo).
Pendant la Seconde Guerre mondiale, les autorités du régime de Vichy établirent à Poulgoazec un centre de rassemblement des étrangers.

#### L'après-Seconde-Guerre-mondiale
Sept soldats originaires d'Audierne (Jean Betrom, Maurice Carval, René Cozan, Jean Guillou, H. Saouzanet, P. Tiec, Pierre Urcun) sont morts lors de la guerre d'Indochine, deux pendant la guerre d'Algérie (Germain Ansquer et François Le Meur).

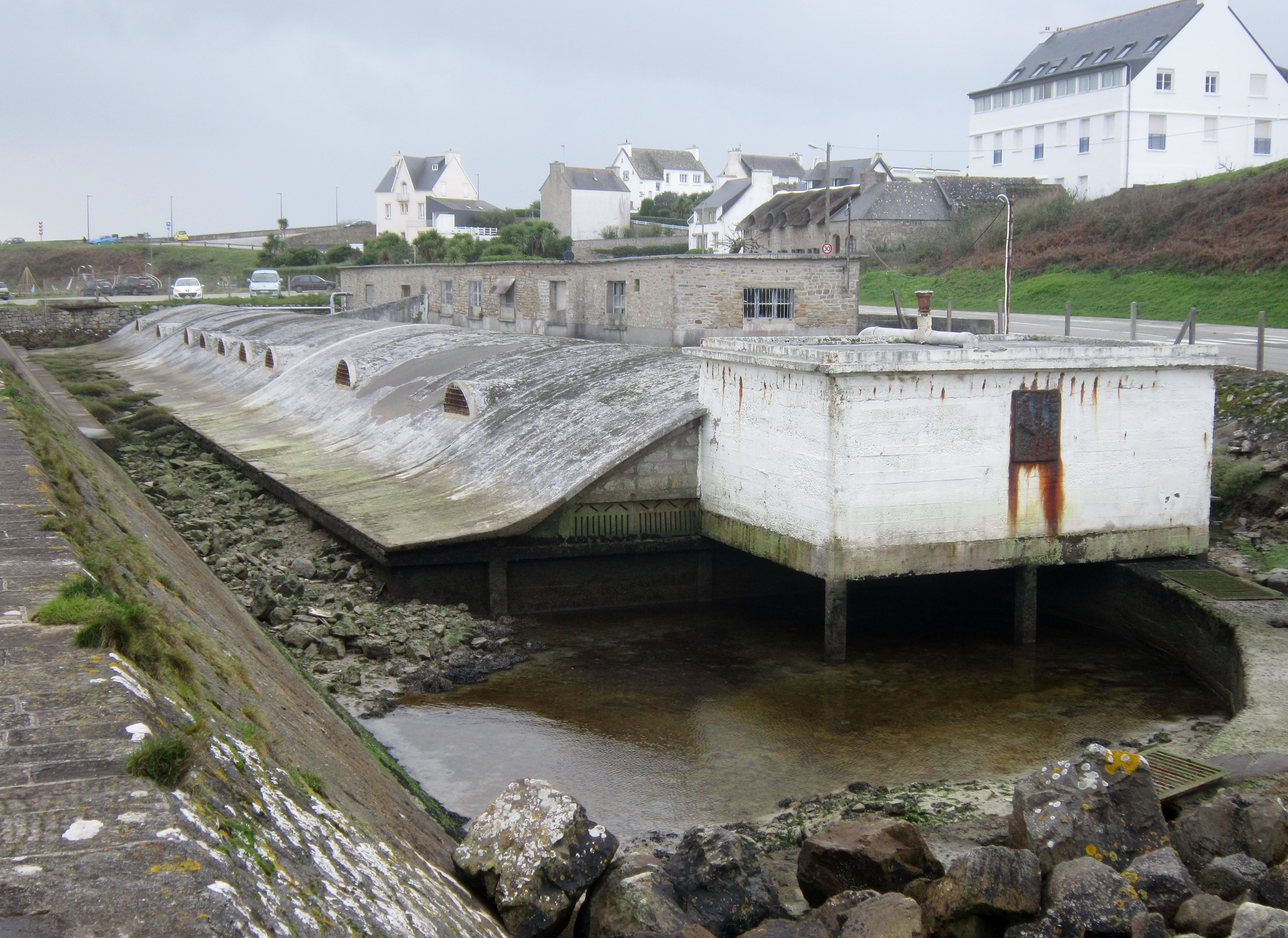
Les "Viviers d'Audierne" (état en 2020).

Les « Viviers d'Audierne », construits en 1947, comptent 12 bassins de 100 mètres de long directement alimentés en eau de mer, et sont spécialisés dans les crustacés, notamment le homard. Pendant la décennie 1950, Audierne est le 5e port thonier français, mais les pêches traditionnelles à la sardine et au maquereau périclitent, ce déclin s'accentuant les décennies suivantes : le nombre des pêcheurs audiernais passe de 1 500 en 1957 à 750 en 1965 et à 258 en 2003, la décennie 1990 voyant le déclin du port s'accentuer en raison de son accès difficile et de son ensablement chronique qui le pénalisent de plus en plus face à l'accroissement de la taille des bateaux. En 1976, une halle à marée, avec une nouvelle criée, est construite sur une anse comblée de l'estuaire du Goyen, côté Poulgoazec ; une glacière et des entreprises portuaires s'installent à proximité. Le port joue désormais la carte de la pêche fraîche (bar de ligne, lotte, sole, turbot, lieu jaune, crustacés...).
L'École d'apprentissage maritime d'Audierne ouvre en 1964 ; elle a fermé en 1995.
La construction en 1972 du nouveau pont sur le Goyen rend désormais impossible la remontée du Goyen en direction de Pont-Croix pour la plupart des bateaux.

### LeXXIesiècle
En mai 2007, le navire Enez Sun assurant la liaison Ile de Sein Audierne a été frappé par une déferlante faisant 13 blessés, dont quatre graves, parmi les passagers. Un homme et une femme qui se trouvaient sur le pont sont tombés à la mer mais ont pu être secourus par un chalutier alerté par les autorités de secours en mer. Ils ont ensuite été pris en charge par une vedette de la Société nationale de sauvetage en mer (SNSM) avant d'être hélitreuillés et transportés au CHU de Brest et l'hôpital de Quimper,.
La fermeture du collège Saint-Joseph en 2018 a marqué la fin d'une institution emblématique de la vie d'Audierne et du Cap-Sizun. Situé près de l'Église Saint-Joseph d'Audierne, ce collège a accueilli des générations d'élèves originaires d'Audierne et des communes voisines. Initialement dirigé par un frère des Frères de l'Instruction chrétienne de Ploërmel, nommé «Frère-Directeur», la gestion de l'établissement est progressivement passée au personnel laïc. La dernière directrice, Maryse Rode, a orchestré la fusion avec le collège Notre-Dame de Roscudon de Pont-Croix, concluant ainsi un chapitre de l'histoire éducative locale.
Le déclin des petits commerces de centre-ville, un problème que rencontrent de nombreuses villes moyennes, est net, comme l'illustre la fermeture du dernier commerce, une mercerie, de la rue Danton (anciennement appelée rue Double) en février 2019. Cette rue accueillait, au début de la décennie 1980, 18 commerces (une crêperie, une parfumerie, une boulangerie, un magasin de jouets, un magasin de modes, un salon de coiffure, une laverie-pressing, un opticien, un café, etc.).
Le canot de sauvetage  Amiral Amman, mis en service en 1989, a effectué 20 interventions en 2019 ; son remplacement est prévu en 2024 ; celui de la vedette Jeanne-Pierre est prévu en 2022.

## Politique et administration
La commune accueille le siège de la communauté de communes du Cap-Sizun - pointe du Raz.

### Communes déléguées
| Nom                                 | Code Insee | Intercommunalité             | Superficie (km2) | Population (dernière pop. légale) | Densité (hab./km2) |
| ----------------------------------- | ---------- | ---------------------------- | ---------------- | --------------------------------- | ------------------ |
| Audierne (commune déléguée) (siège) | 29003      | CC Cap Sizun - Pointe du Raz | 2,95             | 2 159 (2013)                      | 732                |
| Esquibien                           | 29052      | CC du Cap Sizun              | 15,42            | 1 593 (2013)                      | 103                |

### Liste des maires
| Période        | Période                   | Identité        | Étiquette | Qualité                                                                                   |
| -------------- | ------------------------- | --------------- | --------- | ----------------------------------------------------------------------------------------- |
| 3 janvier 2016 | 26 mai 2020               | Joseph Évenat   | DVD       | Commerçant retraité Vice-président de la CC du Cap-Sizun (2014 → 2020)                    |
| 26 mai 2020    | En cours (au 26 mai 2020) | Gurvan Kerloc'h | SE-DVG    | Cadre de la fonction publique territoriale Vice-président de la CC du Cap-Sizun (2020 → ) |

### Instances judiciaires et administratives
Audierne relève du tribunal d'instance de Quimper, du tribunal de grande instance de Quimper, de la cour d'appel de Rennes, du tribunal pour enfants de Quimper, du conseil de prud'hommes de Quimper, du tribunal de commerce de Quimper, du tribunal administratif de Rennes et de la cour administrative d'appel de Nantes.

### Jumelages
Le jumelage est celui des deux communes fusionnées.
Audierne est jumelée avec :
- Penryn (Angleterre) (Royaume-Uni) depuis 1973 ;
- Hattingen (Allemagne) depuis 1976.

Esquibien est jumelée avec:
- Bearna (Irlande)

### Langue bretonne
Le conseil municipal a voté la charte Ya d'ar brezhoneg le 8 décembre 2020.

## Population et société
La commune accueille la brigade de proximité de la circonscription de gendarmerie et un bureau de poste.

### Démographie
L'évolution du nombre d'habitants est connue à travers les recensements de la population effectués dans la commune depuis sa création.

En 2022, la commune comptait 3 708 habitants, en évolution de +0,65 % par rapport à 2016 (Finistère : +2,16 %, France hors Mayotte : +2,11 %).
| 2014  | 2019  | 2022  |
| ----- | ----- | ----- |
| 3 723 | 3 692 | 3 708 |

### Cultes
La paroisse catholique d'Audierne fait partie de l'ensemble paroissial du Cap-Sud dans le doyenné Cap-Sizun, Douarnenez, Haute-Bigoudénie (Diocèse de Quimper et Léon).

## Économie
L'économie de cette nouvelle commune est celle des deux communes fusionnées.

### Le port de pêche
Le port de pêche d'Audierne est géré par la Chambre de commerce et d'industrie de Quimper Cornouaille.
devenue par fusion chambre de commerce et d'industrie métropolitaine Bretagne Ouest (CCIMBO). La criée est située sur l'estuaire du Goyen côté Poulgoazec sur la commune de Plouhinec. Les Équipements portuaires comprennent, un système de vente informatisée, une halle à marée de 900 m², une chambre froide de 270m², un treuil de déchargement, des silos à glace.
En 2018, la criée d'Audierne a commercialisé 1 167 tonnes de poissons pour une valeur de 7 460 000 euros.
En 2020 922 tonnes ont été débarquées au port de pêche d'Audierne contre 1 108 tonnes en 2019. Le cours moyen s'est élevé à 7,38 € le kilo, ce qui en fait le deuxième port français en prix moyen du poisson frais car Audierne reste avant tout un lieu de débarquement de poissons nobles (bar, dorade, saint-pierre, lotte, lieu jaune, raie, sole, ..).
En 2021, 1 057 tonnes ont été débarquées. 51 bateaux vendent sous criée : 14 fileyeurs et 30 ligneurs immatriculés à Audierne, six fileyeurs et un ligneur de Douarnenez. 104 acheteurs sont agréés à la criée Audierne, dont les ventes sont réalisées entre 99 % et 100 % via internet.
En 2023, les marins-pêcheurs de la criée d'Audierne se sont réunis en association, "Pêche Avenir Cap-Sizun", dont le but est de porter la voix des petits pêcheurs côtiers
En 2023 1 287 tonnes de poissons
(pour une valeur de 11 753 000 euros) ont été débarquées à Audierne.

### Le port de plaisance
En 1987, Audierne construit un port de plaisance qui a une capacité d'accueil de 232 places,.
Le vieux gréement Cap-Sizun, réplique d'un sloop langoustier de la décennie 1930, y a son port d'attache.

### Tourisme
Aujourd'hui, l'économie se développe principalement autour du tourisme.
La ville, ses plages, son port de pêche et de plaisance, la desserte de l'île de Sein au départ du port de Sainte-Evette à Esquibien sont les atouts que les visiteurs apprécient. Audierne fait aussi partie du Cap sizun avec de nombreux chemins de randonnée dont le GR34 et est située sur la route du site national de la Pointe du Raz classé Grand site de France.
L'Aquashow d'Audierne ouvre en 2000 dans le quartier du Stum. Il propose au public un spectacle de rapaces et autres oiseaux, ainsi qu'une découverte des espèces marines locales. Il déploie de nombreux aquariums et bassins.
À Audierne, le taux de résidences secondaires pour l'année 2018 est de 43,3%.
Le "Youtar" est désormais une voie verte, ouverte aux cyclistes et aux piétons, longue de 12 km, qui part d'Audierne et va jusqu'à Pors-Péron (en Beuzec-Cap-Sizun) en longeant la rive droite du Goyen et en passant par Pont-Croix, qui a été inaugurée le 12 juin 2024 et qui reprend en partie le tracé de l'ancienne voie ferrée surnommée de ce nom.

## Culture locale et patrimoine

### Lieux et monuments
Les lieux et monuments de cette nouvelle commune sont ceux des deux communes fusionnées.
- Le Couvent des Capucins Saint-Nicolas.
- L'église Saint-Raymond d'Audierne, classée monument historique.
- Église Saint-Joseph d'Audierne.
- Le collège Saint-Joseph, fermé en 2018, a accueilli des élèves d'Audierne et des autres communes du Cap-Sizun[138].
- L'église Saint-Onneau d'Esquibien.
- Le château de Keristum (construit par la famille de Lécluse-Trévoëdal en 1877 qui le vend en 1955, colonie de vacances de la Ville du Mans jusqu'en 2006[139], aujourd'hui appartements de vacances).
- Le Goyen.
- Ancien Hospice, fondé en 1891 par Mathilde Lesné, née de Lécluse-Trévoëdal.
- Le mât Fénoux, construit en 1843 à l'entrée du port ; inscrit monument historique en 2022. Une restauration est prévue, incluant le rétablissement de son mât métallique et de sa flèche de signalisation[140].
- Le môle du Raoulic et son phare.
- Le musée maritime du Cap-Sizun.
- Le Pont du Goyen et ses guideaux.
- La passerelle des Capucins et le chemin de halage.
- Le phare de Kergadec.
- La plage et le phare de Trescadec.
- La plage de Trez Goarem.
- La balise dite « Gamelle Ouest » (car elle était placée à l'ouest du plateau de la Gamelle à l'entrée du port) décore désormais le rond-point de la Libération, à l'entrée d'Audierne.

### Personnalités liées à la commune
Les personnalités de cette nouvelle commune sont celles des deux communes fusionnées.
Celles d'Audierne avant la fusion sont:
- Mathieu Guezno (1763-1839), homme politique de la Révolution française, frère de Joseph Guezno (maire d'Audierne).
- Julien-Joseph-Hippolyte Fénoux (1790-1847), inventeur du mât-pilote dit « Mât Fénoux ».
- Henri Priol (1881-1925), marin et aviateur français, est né à Audierne.
- Jeanne Bluteau, poétesse et écrivain bretonne d'expression française et bretonne, née en 1916 à Audierne.
- Yves Marion né Le Moal (1936-2007), artiste peintre et décédé à Nantes.
- Jean-Pierre Velly (1943-1990), graveur, dessinateur, peintre.
- Jacques Le Gall, né en 1921, et son frère Alexis Le Gall, né en 1922, tous deux résistants.

Celles d' Esquibien avant la fusion sont référencées dans l'article détaillé dédié.

### Héraldique
| Blason de Audierne | Blason  | D'or à une ancre de marine de sable accostée de deux homards de gueules et accompagnée en pointe d'un merlu d'azur, au chef d'hermine plain. |
| Blason de Audierne | Détails | Le statut officiel du blason reste à déterminer.                                                                                             |

### Tableaux représentant Audierne
De nombreux peintres ont représenté Audierne et ses environs. Parmi eux :
- Léon Sonnier : L'avant-port d'Audierne (vers 1900) ; Soir de pardon dans la Baie d'Audierne (fin XIXe siècle) ;
- Paul Adhémar-Bellanger (1868-1948) : Le quai d'Audierne (1906) ;
- Jan Rubczak (1888-1942) : Le port d'Audierne (1912) ; Audierne (1914, musée national de Varsovie) ;
- Lucien Simon : Le quai d'Audierne (1922, Colmar, musée d'Unterlinden) ;
- Albert Marquet : Le port d'Audierne (1928, collection particulière) ;
- Marius Borgeaud a peint quelques toiles à Audierne en 1923 ;
- Henri Royer a aussi séjourné un temps à Audierne, peignant notamment Prière à Saint-Tugan, Bretonnes en prière dans l' église de Saint-Tugen, Ex-voto,Les frères Kerisit ;
- Bernard Buffet : Audierne, le fond du port et la place du marché (Galerie Maurice Garnier, Paris) ;
- Émile Simon : Environs d'Audierne, huile sur panneau, vendue 2 200 € à l'hôtel des ventes Bretagne-Atlantique de Quimper en 2013[141] ;
- Jacques Humblot : Le sémaphore d'Audierne (1938)[142] ;
- Alexis Gritchenko : Le port d'Audierne (1933, Centre Pompidou, Paris) ;
- Paul Signac : Audierne (1929) ; Audierne, la jetée par gros temps (1927).
- Jean Chapin : Audierne, collection du Centre national des arts plastiques.

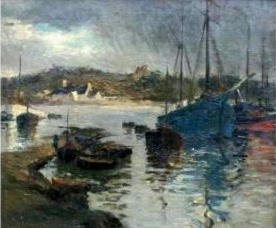
Léon Sonnier : L'avant-port d'Audierne (vers 1890).
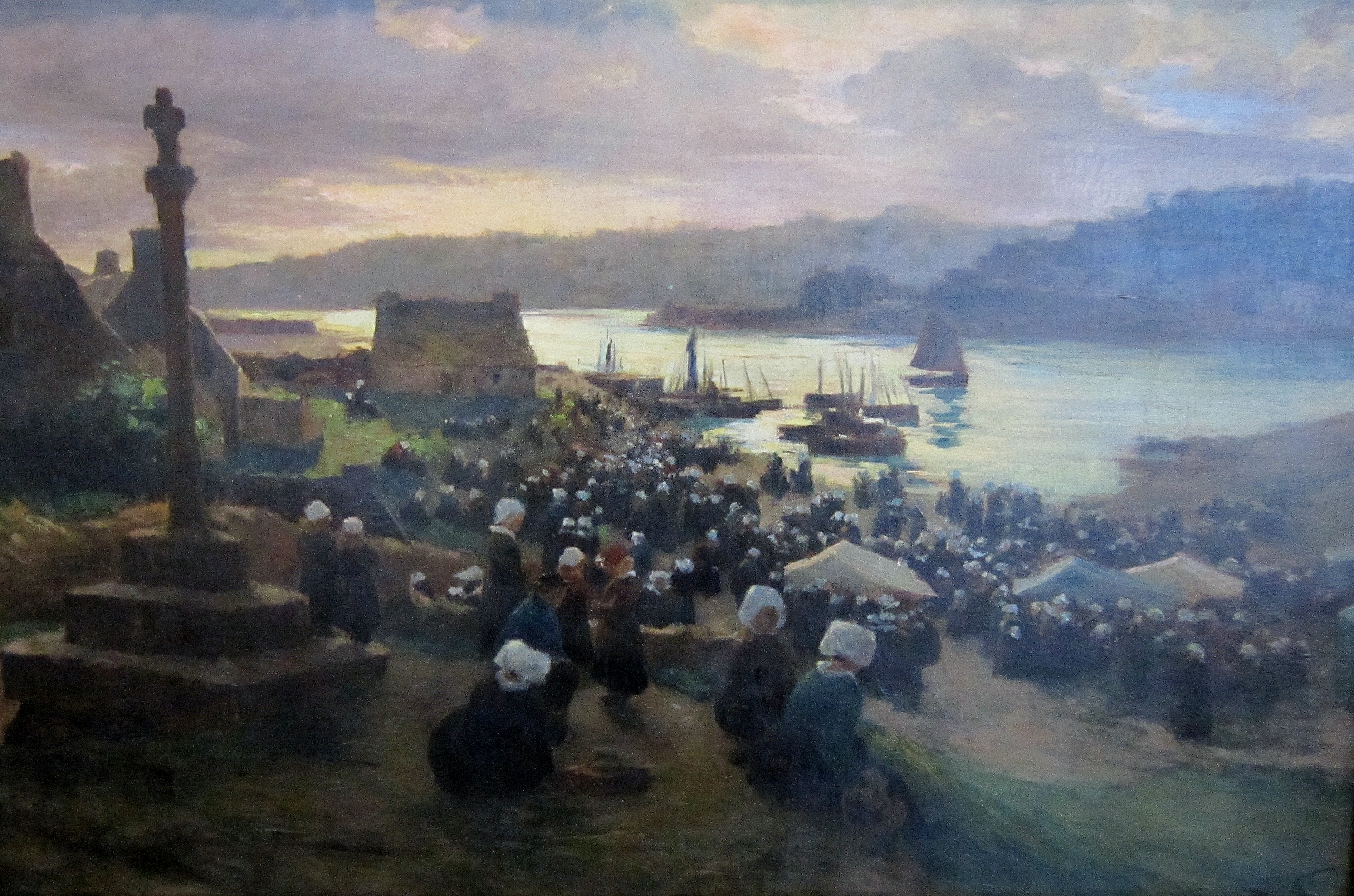
Léon Sonnier : Soir de pardon dans la Baie d'Audierne (fin XIXe siècle).
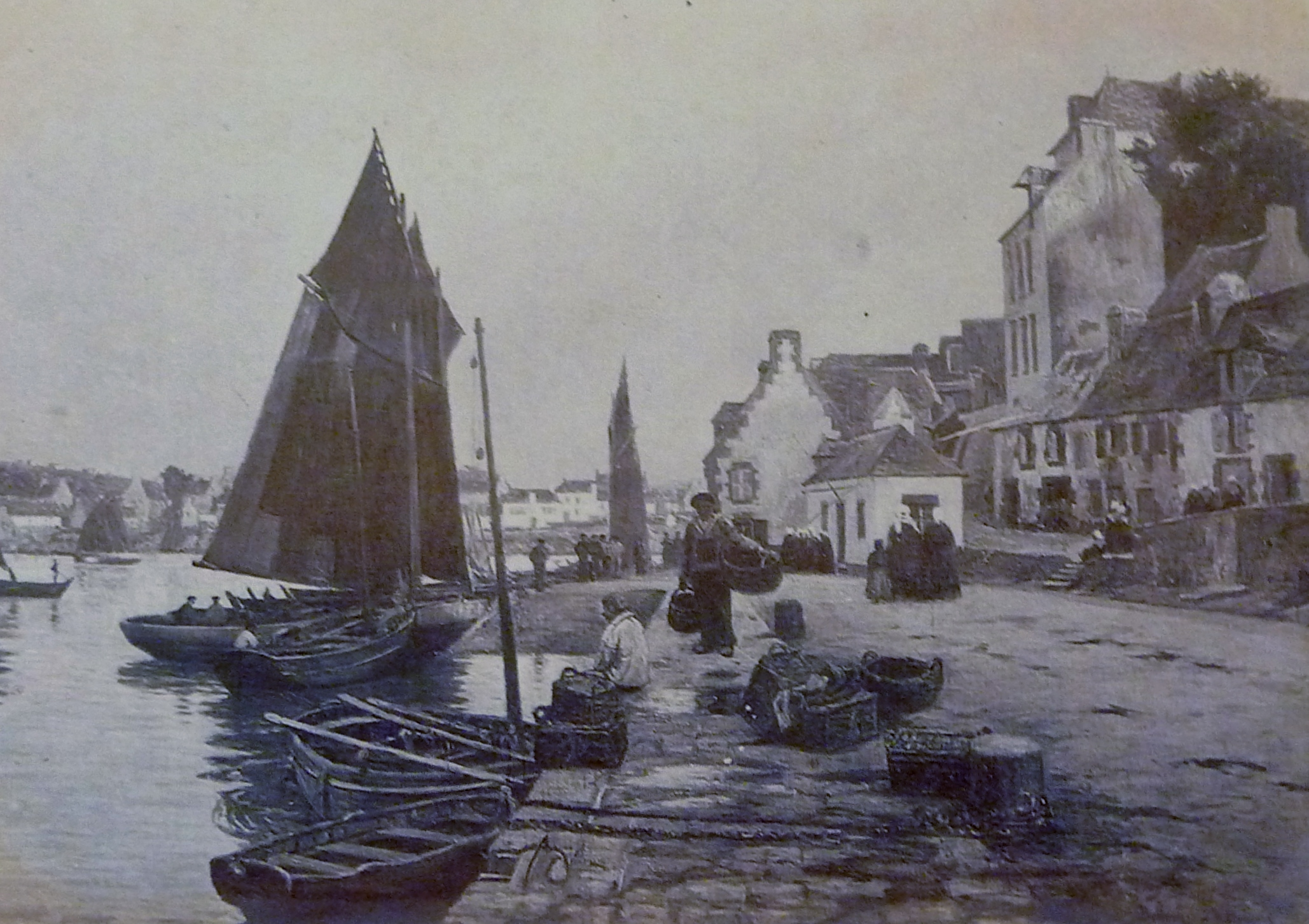
Paul Adhémar-Bellanger : Le quai d'Audierne (1906) [photographie en noir et blanc d'un tableau de ce peintre].
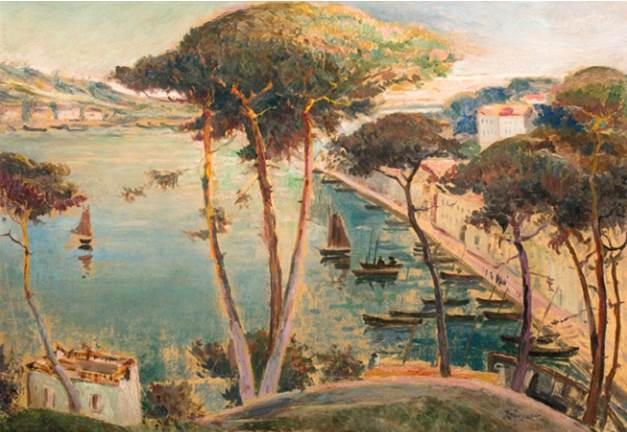
Jan Rubczak : Le port d'Audierne (1912, Musée national de Varsovie).
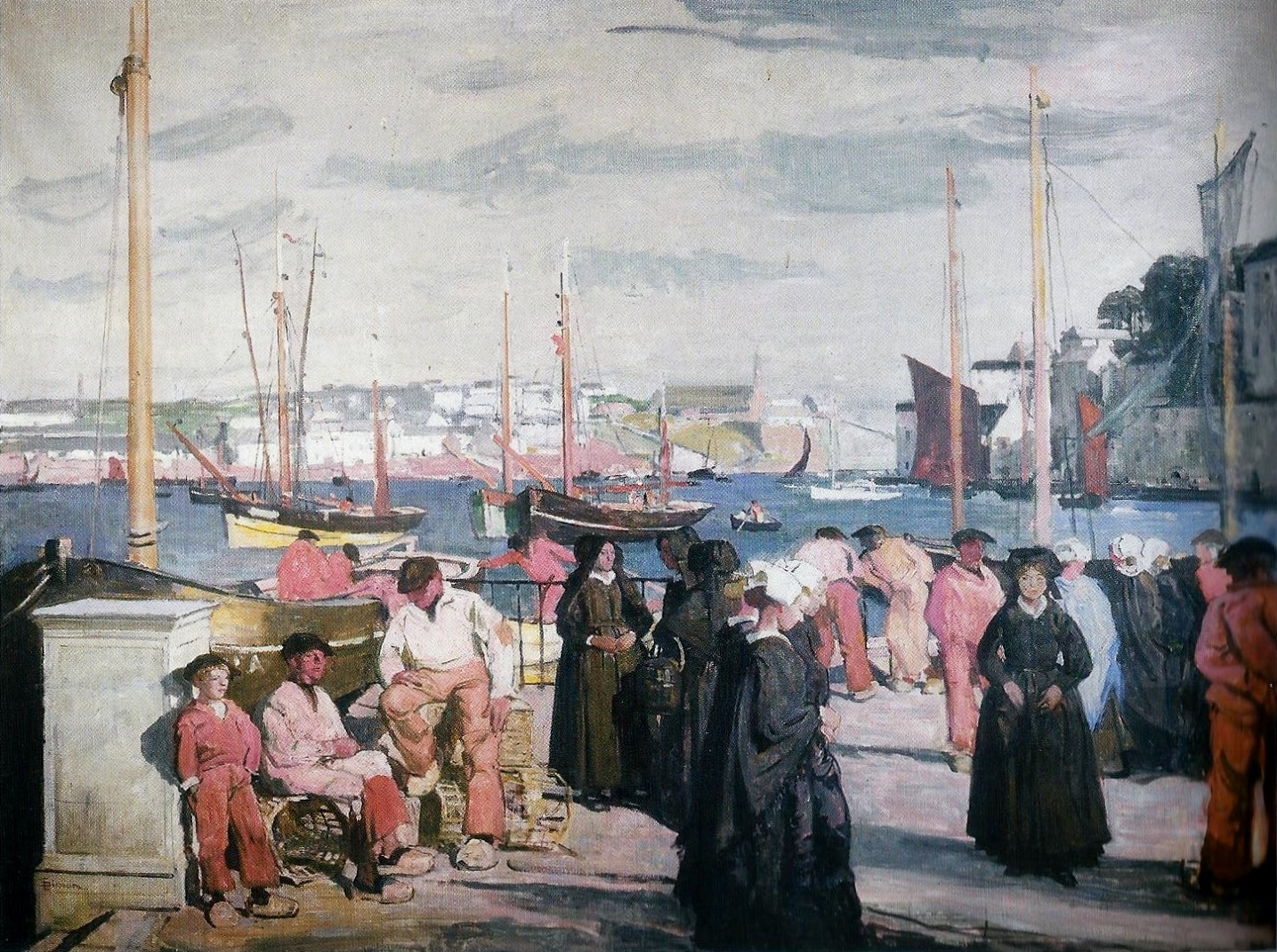
Lucien Simon : Le quai d'Audierne (1922, Colmar, musée d'Unterlinden).
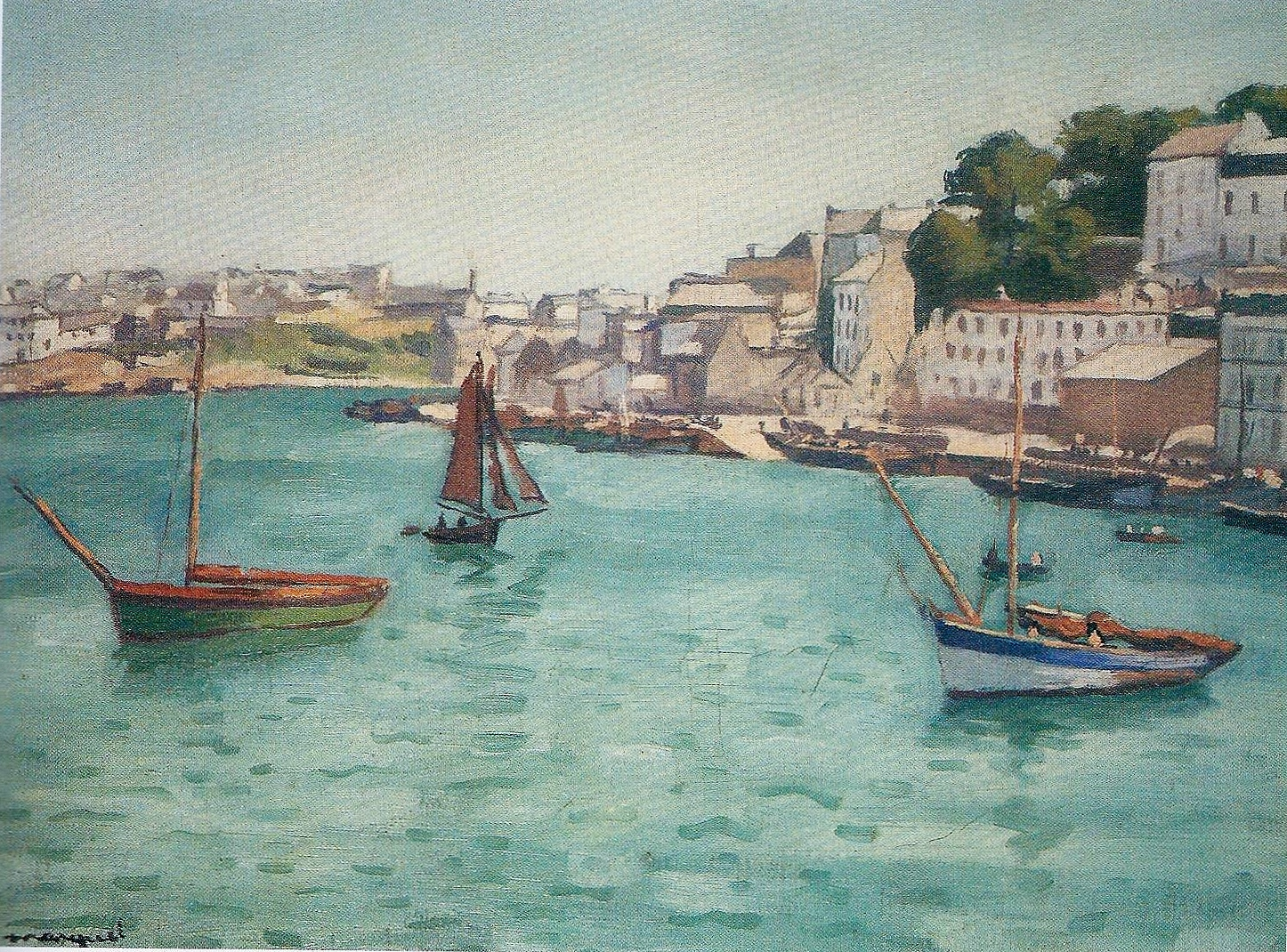
Albert Marquet : Le port d'Audierne (1928, collection particulière).
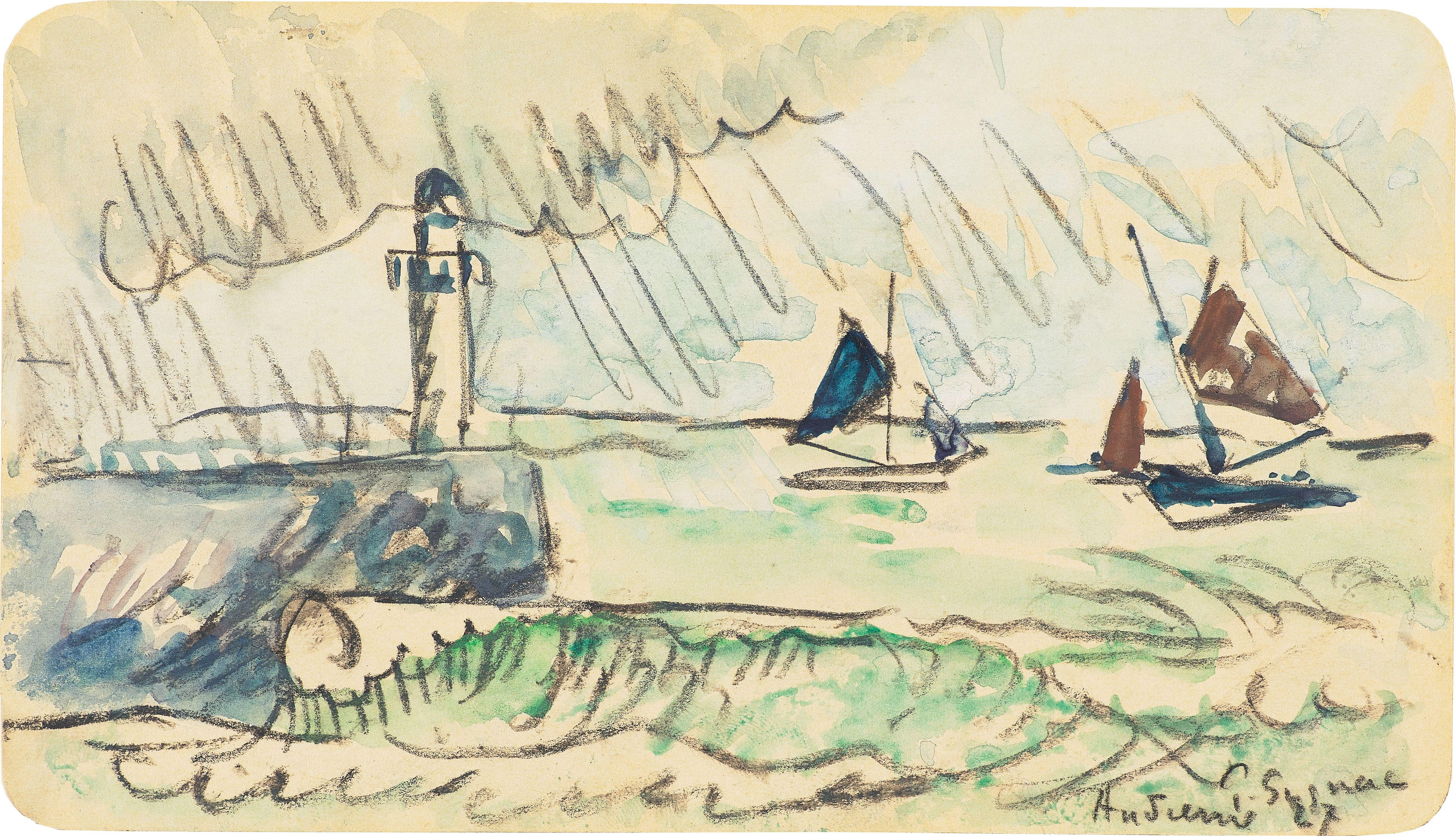
Paul Signac : Audierne, la jetée par gros temps (1927).
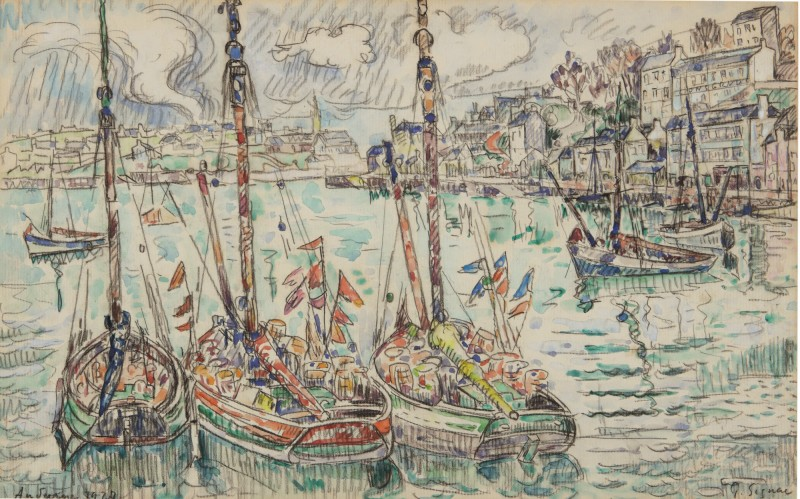
Paul Signac : Audierne (1929).